# Schulen in Hemer
Schulen in Hemer gibt es etwa seit 1600 in Hemer, als die heutige Woesteschule als evangelische Kirchspielschule den Unterricht aufnahm. Zuvor unterrichteten Privatlehrer die Kinder wohlhabenderer Hemeraner Familien in den Wohnhäusern. Heute gibt es in der Stadt Hemer in Nordrhein-Westfalen acht Grundschulen, eine Realschule, eine Gesamtschule und ein Gymnasium. Darüber hinaus ist die Stadt Standort von drei Förderschulen mit unterschiedlichen Schwerpunkten.
Die Grundschulen und die Hauptschule I (Urbecker Straße) gingen aus ehemaligen Volksschulen hervor. Trägerin der meisten Schulen ist die Stadt Hemer, die Wilhelm-Busch- und die Regenbogenschule werden vom Märkischen Kreis, die Felsenmeerschule vom Landschaftsverband Westfalen-Lippe getragen.

## Geschichte

Niederhemer mit der katholischen Volksschule (vorne rechts), um 1900

Ein öffentliches Schulwesen in Hemer entstand im Laufe des 17. Jahrhunderts, als die ersten Volksschulen ihren Unterricht aufnahmen. In den ersten rund 200 Jahren, verstärkt nach der Industrialisierung im 19. Jahrhundert, kam es in allen Einrichtungen zu Platzmangel, so dass neue Volksschulen errichtet wurden, um das Einzugsgebiet zu verkleinern. So entstanden auch Schulen in den eher schwach besiedelten Tälern im Süden des heutigen Stadtgebiets, in denen zum Teil einzügig unterrichtet wurde. Bis in die 1930er-Jahre hinein waren die Schulen ausschließlich Bekenntnisschulen. Die Umwandlung in Gemeinschaftsschulen während des Nationalsozialismus wurde nach dem Krieg durch Elternabstimmungen wieder rückgängig gemacht.
Der Streit um Konfessions- oder Gemeinschaftsschulen in Hemer eskalierte 1957 in einem Schulstreik, da das Gebäude der belgischen Schule nach deren Abzug einer Gemeinschaftsschule zugesprochen wurde. Da die Bekenntnisschulen in der Stadtmitte überfüllt waren, und vor allem das Gebäude der katholischen Brabeckschule auch in schlechtem Zustand war, beanspruchten sie selbst das Gebäude. Nach einer hitzigen Ratssondersitzung setzte sich die Ratsmehrheit um Bürgermeister Karl Bode und Stadtdirektor Heinz Hoose im Wesentlichen durch, die Bedeutung der Konfessionsschulen blieb allerdings durch eine Änderung der Schulbezirke bestehen.
Durch die Schulreform in Nordrhein-Westfalen 1968 wurden die bestehenden Volksschulen in Grund- und Hauptschulen sowie die Bekenntnis- in Gemeinschaftsschulen umgewandelt. Die einzügigen Volksschulen in Brockhausen, Bredenbruch und Frönsberg wurden aufgelöst.

## Grundschulen

### Brabeckschule

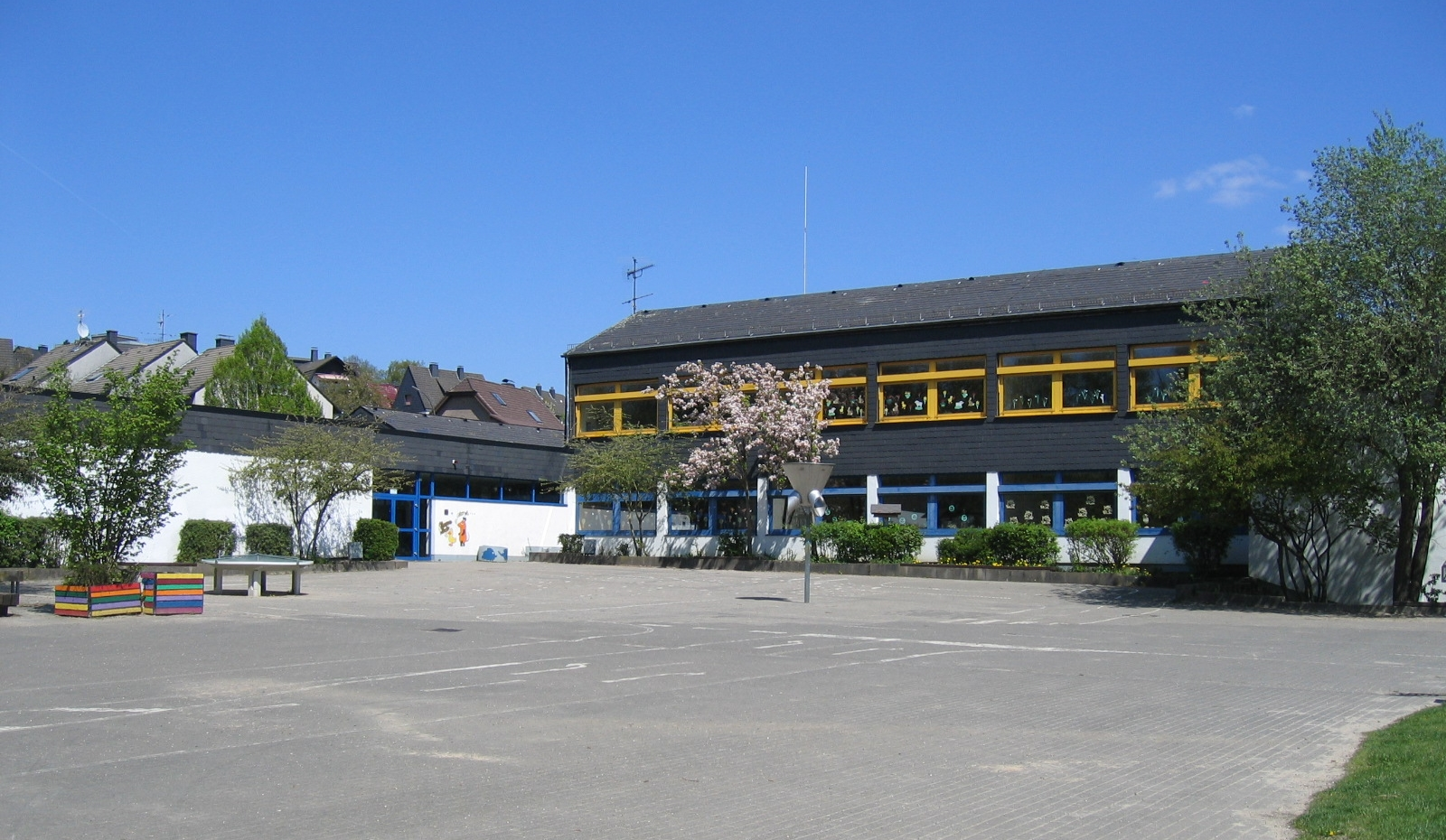
Brabeckschule

Die Brabeckschule wurde 1701 als Patronatsschule des Hauses Hemer von Jobst Edmund von Brabeck gegründet, nachdem dieser ein Jahr zuvor die dortige Pfarrgemeinde St. Peter und Paul errichten ließ. Der Küster und Organist der Pfarrkirche übernahm den Lehrerposten der katholischen Schule in Niederhemer, aus der sich die heutige Brabeckschule entwickelte. Im Zuge des Kulturkampfes wurde diese Verbindung zwischen Küster, Organisten und Lehrer 1887 aufgelöst. In den 1840er-Jahren reichte der Platz in der Küsterei, wo der Unterricht stattfand, nicht mehr aus, weshalb nun der Raum eines Nachbargebäudes ebenfalls genutzt wurde.
1864 war gegenüber dem Küsterhaus ein Neubau errichtet worden, der fortan als Mädchenschule geführt wurde. Die katholische Gemeinde Hemers richtete die Schule mit eigener Lehrerin unabhängig von der schon bestehenden Schule und ohne Unterstützung durch die evangelische Patronatsfamilie Löbbecke ein, um bei stetig wachsenden Schülerzahlen weiterhin geordneten Unterricht zu ermöglichen. Obwohl 1877 die Schüler aus Sundwig, Westig und Deilinghofen in eine Sundwiger Volksschule wechselten, stieg die Zahl der Lehrer in Niederhemer auf drei. Zehn Jahre später endete die Geschichte der Patronatsschule, Träger beider Schulen war seitdem die katholische Kirchengemeinde.
Bis 1904 stieg die Schülerzahl auf 447 Kinder, die von sechs Lehrkräften betreut wurden. In den folgenden Jahren bis zum Ersten Weltkrieg wurden die Schulgebäude renoviert und teilweise erweitert. 1910 wurde eine Filiale in einer evangelischen Volksschule Oberhemer eingerichtet. 1914 trat der Ortsteil Becke aus dem Schulverbund aus, so dass die Schülerzahl 1929 auf 377 Kinder sank. Unter dem nationalsozialistischen Regime wurde die Schule als konfessionslose Horst-Wessel-Schule geführt, nach dem Zweiten Weltkrieg erhielt sie ihren heutigen Namen und wurde erneut in eine Konfessionsschule umgewandelt. Als an der katholischen Brabeckschule 1947 ein SPD-Mitglied als Rektor eingesetzt wurde, kam es in Hemer zu einem ersten Schulstreik. Der Streit zwischen Elternschaft und Stadtrat endete 1951 mit der Einsetzung eines neuen Schulleiters. 1957 trieben die Eltern der Brabeckschüler einen zweiten Schulstreik voran, um die vermehrte Einführung der Gemeinschaftsschule in Hemer zu verhindern. 1976 baute die Stadt ein neues Gebäude in Stübecken und übernahm die Trägerschaft der Grundschule, die seitdem erneut als Gemeinschafts-Grundschule geführt wird. Der Vorgängerbau wurde wegen Baufälligkeit abgebrochen. 2004 führte die Schule den Offenen Ganztag ein. Die Schülerzahl lag im Schuljahr 2008/2009 bei 181, im Jahr 2019/2020 bei 151.

### Deilinghofener Schule

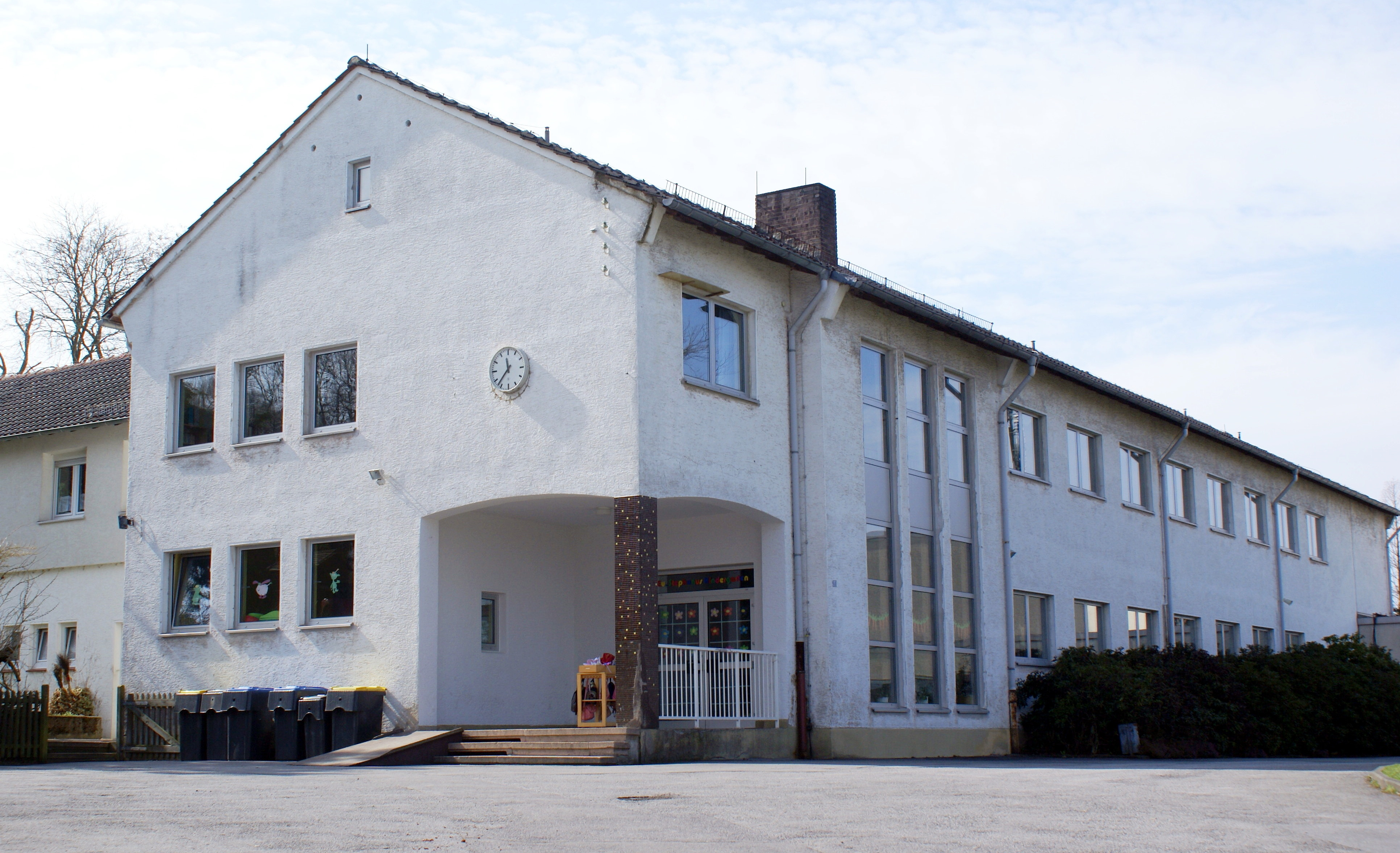
Deilinghofener Schule

Die Deilinghofener Schule wurde in der zweiten Hälfte des 17. Jahrhunderts gegründet, Kontinuität trat 1692 durch die Neueinstellung eines Lehrers ein, der zugleich das Küsteramt übernahm. Diese Zusammenlegung blieb in den folgenden Jahrzehnten bestehen, die Schülerzahlen blieben bei 100 etwa konstant. Im 19. Jahrhundert stieg die Zahl an, so dass ab 1838 in zwei Schichten unterrichtet wurde. Die um 1800 errichtete erste Schule in Deilinghofen lag direkt an der Stephanuskirche und wurde durch einen Neubau 1874 ersetzt. Das Gebäude an der heutigen Hönnetalstraße steht heute leer, das erste Schulhaus wurde in Apricke wieder aufgebaut. Zugleich wurde nach 1850 eine zweite, 1877 auch eine dritte Lehrerstelle eingerichtet. 1909 wurde die Lehrerwohnung in einen vierten Klassenraum umgebaut, womit auch eine vierte Lehrkraft nach Deilinghofen kam. Nach der Einrichtung einer fünften Lehrerstelle 1920 endete 1923 die Ämterkopplung von Küster, Organist und Lehrer. Im folgenden Jahr wurde die einzige Lehrerin der Schule aus finanziellen Gründen entlassen. Da immer weniger Kinder während der Weltwirtschaftskrise zur Schule gingen, musste eine Stelle abgebaut werden.
Nach dem unregelmäßigen Unterricht im Zweiten Weltkrieg und der Schulschließung zum Kriegsende wurde der Unterricht im September 1945 wieder aufgenommen. 1948 war die Schule erneut vier Monate geschlossen, um dort Ostflüchtlinge unterzubringen. Nach Wiederaufnahme des Unterrichts erhielt die Schule den Namen Bodelschwingh-Schule und wurde als evangelische Volksschule geführt. Bei wachsenden Schüler- und Lehrerzahlen wurde in den 1950er-Jahren ein Neubau nötig, der 1957 am heutigen Standort eröffnet wurde. Als 1966 mehr als 300 Schüler die Deilinghofener Schule besuchten, wurde eine 1967 fertiggestellte Erweiterung mit Turnhalle und Aula nötig. Ein Jahr später wurde die Volksschule in eine Gemeinschaftsgrundschule umgewandelt. Sie wurde im Schuljahr 2009/2010 von 203 Schülern besucht, im Schuljahr 2019/2020 werden 195 Schülern unterrichtet.

### Diesterwegschule

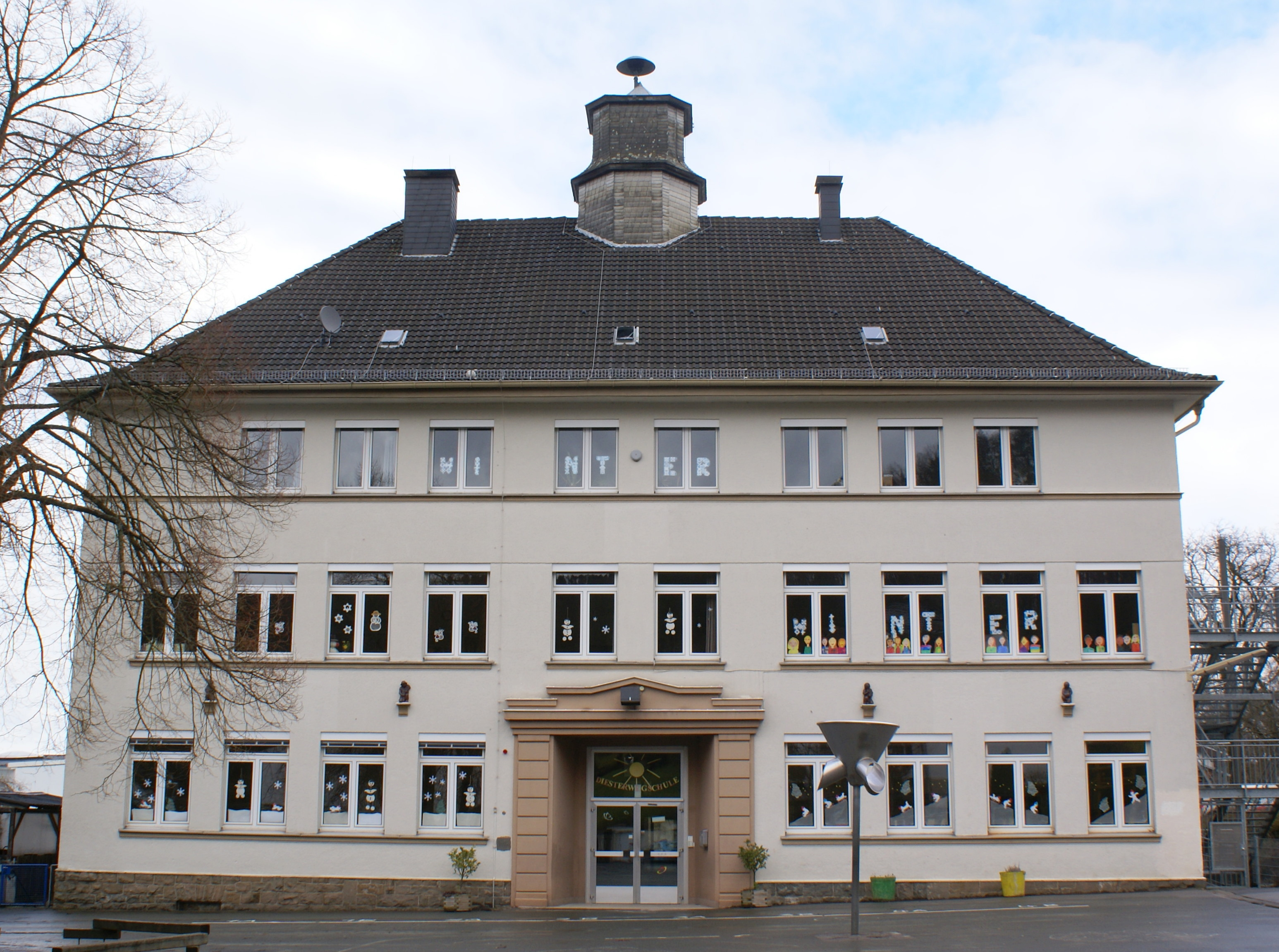
Diesterwegschule

Die Westiger Schulgeschichte begann im August 1805 mit der Eröffnung einer evangelischen Volksschule, die in einem einstöckigen Schulgebäude an der heutigen Altenaer Straße untergebracht war. Trotz einer Erweiterung des Gebäudes um eine Etage 1827 genügte der Platz nicht, um die schnell wachsende Zahl an Schülern richtig betreuen zu können. Nach einer Hauskollekte konnte 1870 ein Neubau errichtet und im folgenden Jahr eingeweiht werden. Zugleich richtete der Schulvorstand eine zweite Lehrerstelle ein. Gegen Ende des 19. Jahrhunderts wurde die Volksschule erweitert, die Platzprobleme blieben jedoch bestehen, weshalb 1902 ein Schulneubau eingeweiht wurde. Bei einem grundlegenden Umbau 1930 erhielt die Schule unter dem Namen Bismarckschule ihr heutiges Aussehen. Im Frühjahr 1904 war die katholische Schule Westig gegründet worden. Als Mieterin war sie zuerst im ehemaligen Gebäude der evangelischen Schule untergebracht, bis 1908 der Neubau in Wiehagen eröffnet wurde. Das ehemalige evangelische Schulgebäude wurde 1933 in ein SA-Heim umgewandelt und 1970 abgerissen.
Anfang 1936 entschied sich die Westiger Elternschaft gegen die Stimmen vieler katholischer Eltern freiwillig zur Zusammenlegung der beiden Konfessionsschulen. Wenngleich der Landrat des Kreises Iserlohn diesen Antrag ablehnte, legte die Hemeraner Stadtverwaltung die Schulen 1937 inoffiziell dennoch zusammen. In das ehemals katholische Schulgebäude zog eine Berufsschule. Nach Kriegsende nahmen die Lehrkräfte den Unterricht ab dem September 1945 schrittweise wieder auf. Im Mai 1946 lag die Schülerzahl wieder bei 474 Kindern, die von sechs Lehrern betreut wurden. Im April 1947 stimmten die Eltern für die Wiedereinführung der Konfessionsschulen, die Einrichtung wurde in dem Zuge nach Adolph Diesterweg benannt. Die katholische Schule zog 1966 wieder in ihr ursprüngliches Gebäude in Wiehagen, fusionierte zwei Jahre später allerdings erneut mit der evangelischen Volksschule. Das noch heute genutzte Schulgebäude bezogen die Grundschüler beider Konfessionen, in Wiehagen wurden die Hauptschüler unterrichtet. Heute dient das Gebäude der ehemaligen katholischen Volksschule als Wohnhaus.
Inzwischen besteht auch in Westig ein Ganztagesangebot, das vom Förderverein der Diesterwegschule getragen wird.
Die Schülerzahl lag im Schuljahr 2009/2010 bei 109. Im Schuljahr 2019/2020 liegt sie bei 140.

### Freiherr-vom-Stein-Schule

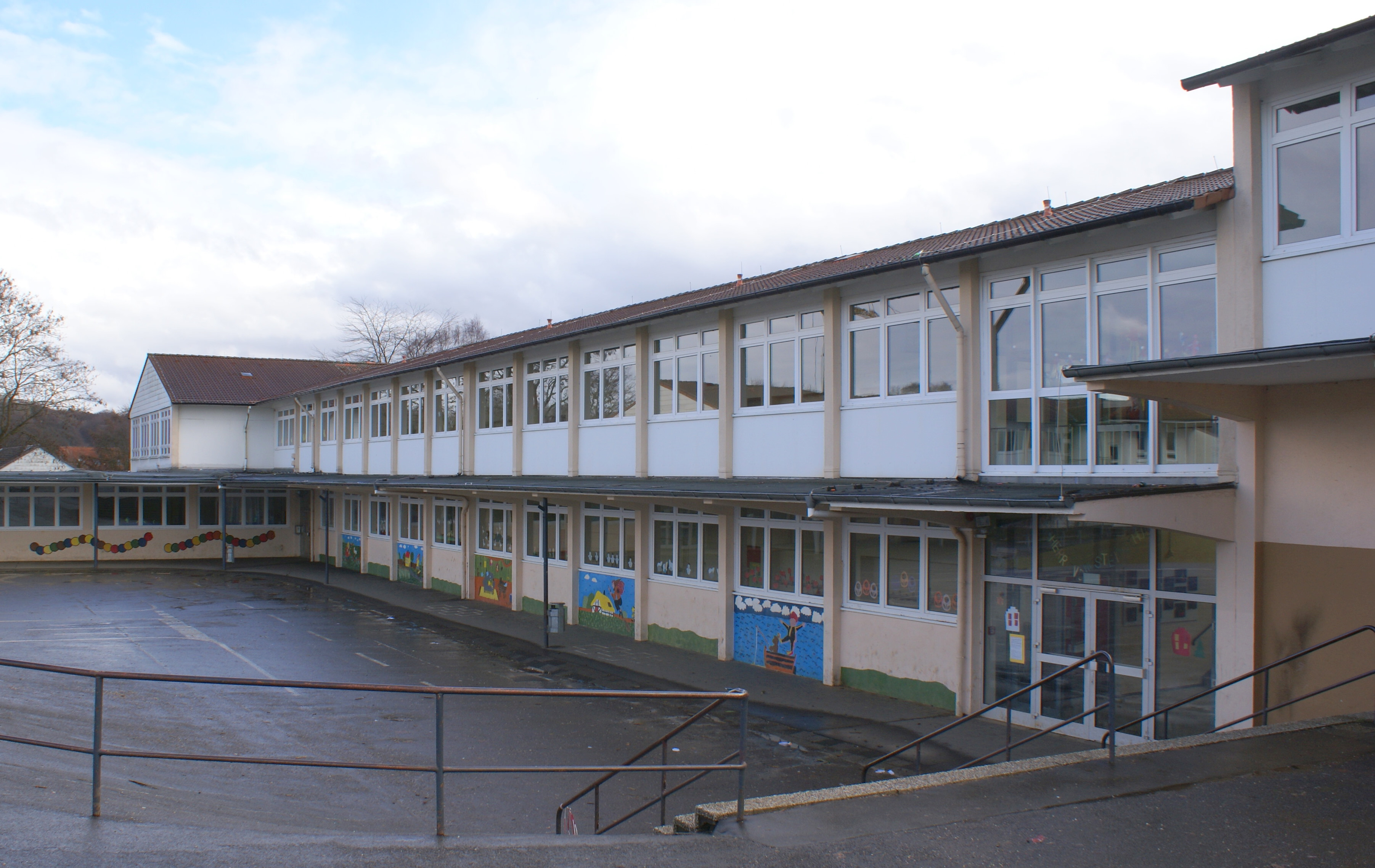
Freiherr-vom-Stein-Schule

Ab 1737 gab es in Sundwig offiziell Schulunterricht, der in den ersten Jahrzehnten in Privathäusern stattfand. Schon zuvor hatten reiche Familien Wanderlehrer eingestellt, um ihren Kindern den langen Schulweg bis nach Niederhemer zu ersparen. 1803 erwarb die Gemeinde ein erstes Schulhaus, das durch den Zuzug vieler Industriearbeiter mit schulpflichtigen Kindern in den folgenden Jahren zu klein wurde. Durch Eintrittsgelder zur Heinrichshöhle finanzierte die Gemeinde 1830 den Kauf eines neuen Grundstücks und ließ ein größeres Schulgebäude errichten. Weiter steigende Schülerzahlen führten 1876 zu der Entscheidung, die Schüler schichtweise zu unterrichten. 1877 nahm eine katholische Schule den Unterricht in Sundwig auf, die mit rund 200 Schülern 1886 aus einem Nebenraum der Missionskirche in ein größeres Gebäude umzog. Auch die Platzprobleme an der evangelischen Einrichtung stiegen weiter, so dass 1894 ein weiterer Neubau fertiggestellt und ein Jahr später eine zweite Lehrkraft eingestellt wurde. Eine Erweiterung um zwei Klassenräume erfolgte 1906, als auch die Glocken der Sundwiger Missionskirche in die evangelische Schule zogen.
1907 eröffnete in einem der Klassenräume eine öffentliche Bibliothek. An der katholischen Schule wurde 1887 eine zweite, 1894 eine dritte Lehrkraft angestellt. Kurzfristige Besserung der Raumenge brachte die Eröffnung der katholischen Schule in Westig 1908, doch schon 1920 lag die Schülerzahl erneut über 200. 1929 besuchten 221 Kinder die evangelische Schule, fünf Lehrer waren angestellt. Der Gemeinderat hatte deswegen einen Schulneubau beschlossen, als die Gemeinden Sundwig, Westig und Hemer zusammengelegt wurden. In diesem Zuge änderten sich die Schulbezirke und eine Sundwiger Schüler wechselten trotz Protests der Elternschaft nach Westig. 1936 wurde die evangelische Schule nach Wittekind, die katholische nach Hans Schemm benannt. Drei Jahre später die Gemeinschaftsschule eingeführt, die 1946 wieder gekippt wurde. Zugleich erhielten beide Schulen den Namen Pestalozzischule. Zehn Jahre später wurde ein Schulgebäude für beide Sundwiger Schulen eingeweiht, das heute von der freien evangelischen Gemeinde Hemer genutzt wird. Aus dem Jahr 1956 stammt auch der heutige Name, Freiherr-vom-Stein-Schule. Ende der 1960er-Jahre wurden die Konfessionsschulen zu einer Gemeinschaftsgrundschule zusammengeführt, die älteren Jahrgänge wurden an die Urbecker Straße gesandt.
In ihr heutiges Gebäude zog die Schule 1995. Zuvor war der Komplex als Schule für kanadische, britische und US-amerikanische Kinder genutzt worden, deren Eltern in Deilinghofen stationierte Militärangehörige waren. Nach dem Abzug der letzten internationalen Truppen wurde das Gebäude frei. Heute ist die Freiherr-vom-Stein-Grundschule die größte der Stadt. Den Offenen Ganztagsbetrieb gibt es seit 2005, die Schülerzahl lag 2009/10 bei 276, 2019/2020 bei 172 Schülern.

### Ihmerter Schule

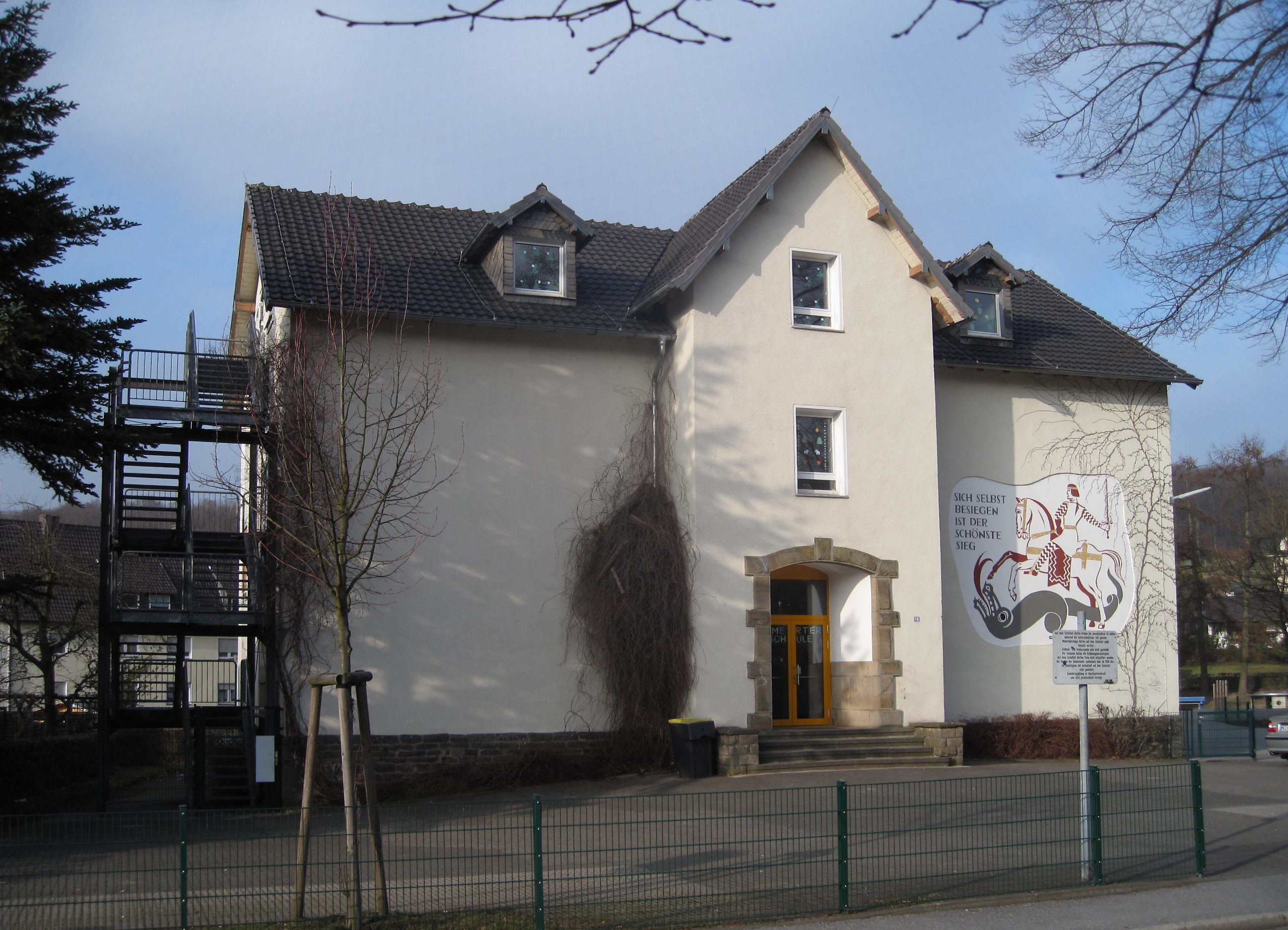
Ihmerter Grundschule

Die Ihmerter Schulkinder werden seit der zweiten Hälfte des 18. Jahrhunderts im Dorf selbst unterrichtet. Über das exakte Gründungsjahr gibt es keine sichere Quelle mehr, für das Jahr 1782 ist jedoch Unterricht dokumentiert. Zwischen 1816 und 1817 war die Schule über ein Jahr geschlossen, da sich kein Ersatz für den verstorbenen Lehrer fand. 1825 bezog die Schule einen Neubau, der sich zehn Jahre später wieder als zu klein erwies. Die finanzielle Situation der Gemeinde machte einen weiteren Neubau unmöglich, so dass nur Renovierungen durchgeführt wurden. Mit der Gründung der Schule in Bredenbruch 1878 wurden die Platzprobleme vorerst etwas entschärft. 1901 wurde ein neues Schulgebäude fertiggestellt, in dem der Unterricht bis heute stattfindet. Die Schülerzahlen stiegen danach weiter von 99 im Schuljahr 1900/01 auf 119 Schüler drei Jahre später. Im Frühjahr 1906 wurde ein zweiter Klassenraum errichtet und ein zweiter Lehrer eingestellt.
Unter dem NS-Regime trug die fortan als Gemeinschaftsvolksschule geführte Einrichtung den Namen Horst-Wessel-Schule. Nach Kriegsende wurde die Schule wieder in ihren herkömmlichen Status als evangelische Volksschule zurück versetzt. Einen dritten Klassenraum erhielt die Schule durch einen Ausbau 1948. Drei Jahre später wurde ein zusätzliches Gebäude auf dem Schulgelände errichtet, 1963 die Gebäude abermals erweitert. Mit der Schulreform in Nordrhein-Westfalen wurde die Ihmerter Volksschule in eine konfessionslose Grund- und Hauptschule erweitert. Zeitgleich wurde das Schulgebäude in seiner heutigen Form fertiggestellt. Die Hauptschule blieb bis 1972 in Ihmert, bevor Schüler und Lehrer mit an die Urbecker Straße wechselten. In den 1990er-Jahren nahm die Ihmerter Schule ein Austauschprogramm mit einer Schule in der französischen Partnerstadt Beuvry auf, das es nach einer Unterbrechung auch heute wieder gibt. Ein Förderverein entstand 1992, 2006 wurde der Offene Ganztag eingeführt. Im Schuljahr 2009/2010 lag die Schülerzahl bei 160, 2019/2020 bei 133.

### Oesetalschule

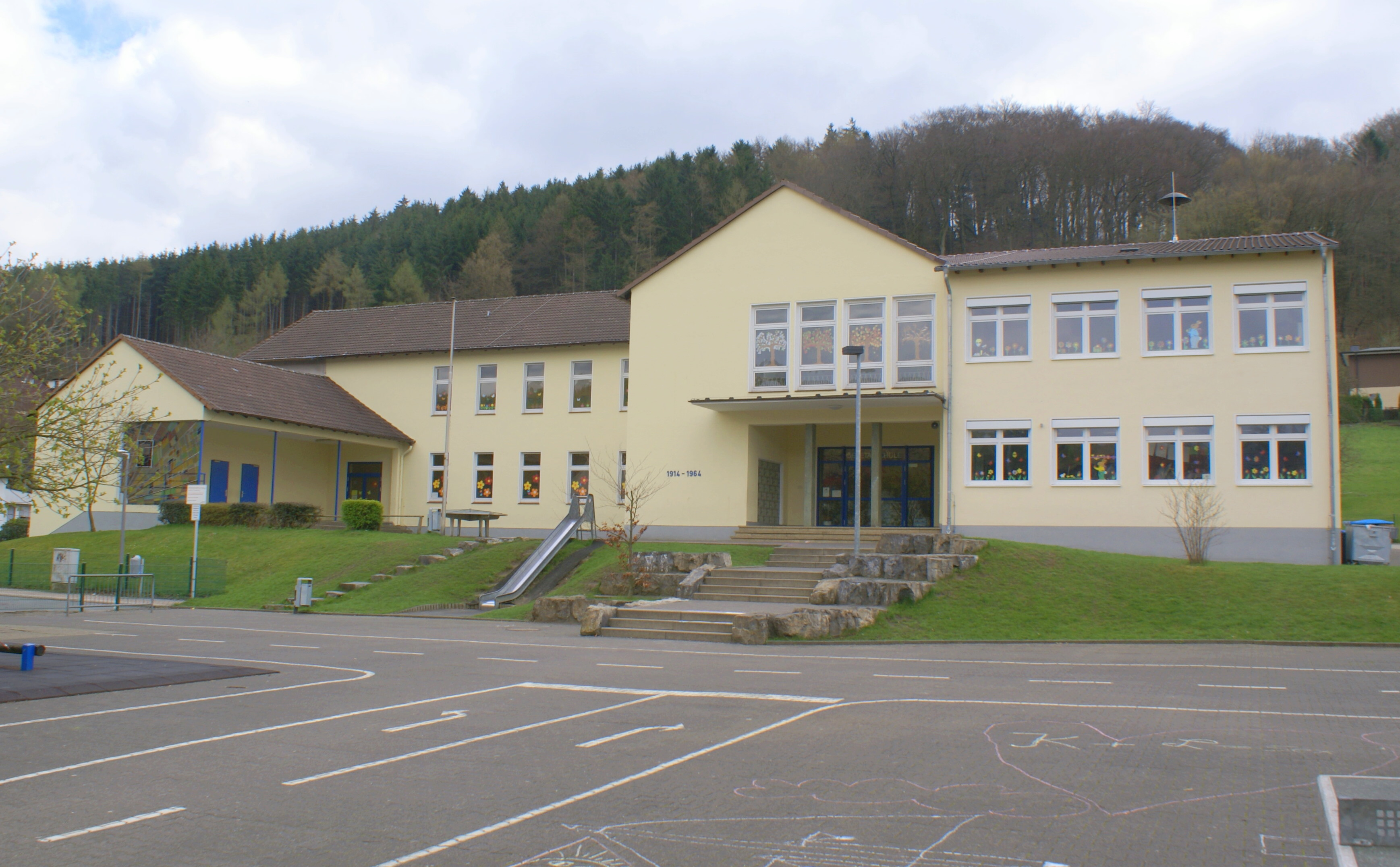
Oesetalschule

Die Gemeindevertretung Becke begann 1882 mit Planungen, eine eigene Schule einzurichten. Knapp 30 Jahre später, im Februar 1911 erhielt sie dafür die Zustimmung der Behörden. Am 21. April 1914 eröffnete Becke als letzte Gemeinde des Kreises Iserlohn eine Volksschule, die den Namen Kaiser-Wilhelm-Schule erhielt. In einem neu errichteten Gebäude waren eine katholische und eine evangelische Volksschule mit jeweils einer Klasse untergebracht. Während des Ersten Weltkriegs wurde die konfessionelle Trennung zeitweise aufgehoben, weil beide Lehrer zur Armee abberufen wurden. Die seit 1918 wieder eigenständigen Konfessionsschulen wurden 1939 erneut zur „Einheitsschule“ mit neuem Namen Dietrich-Eckart-Schule zusammengefügt. Im April 1947 erfolgte auf Elternwunsch die Wiedereinführung der Konfessionsschulen. Ein erster Erweiterungsbau wurde 1964 eingeweiht. Zum Oktober 1967 wurden die beiden Schulen erneut vereint, zwei Jahre später zu einer Gemeinschaftsgrundschule umgewandelt. Der Name Oesetalschule stammt aus dem Jahr 1976. Die letzten baulichen Veränderungen wurden 2007 getroffen, als ein weiterer Anbau für den Offenen Ganztag eingerichtet wurde. Die Oesetalschule wurde im Schuljahr 2009/2010 von 153 Schülern besucht, im Jahr 2019/2020 von 169 Schülern.

### Woesteschule

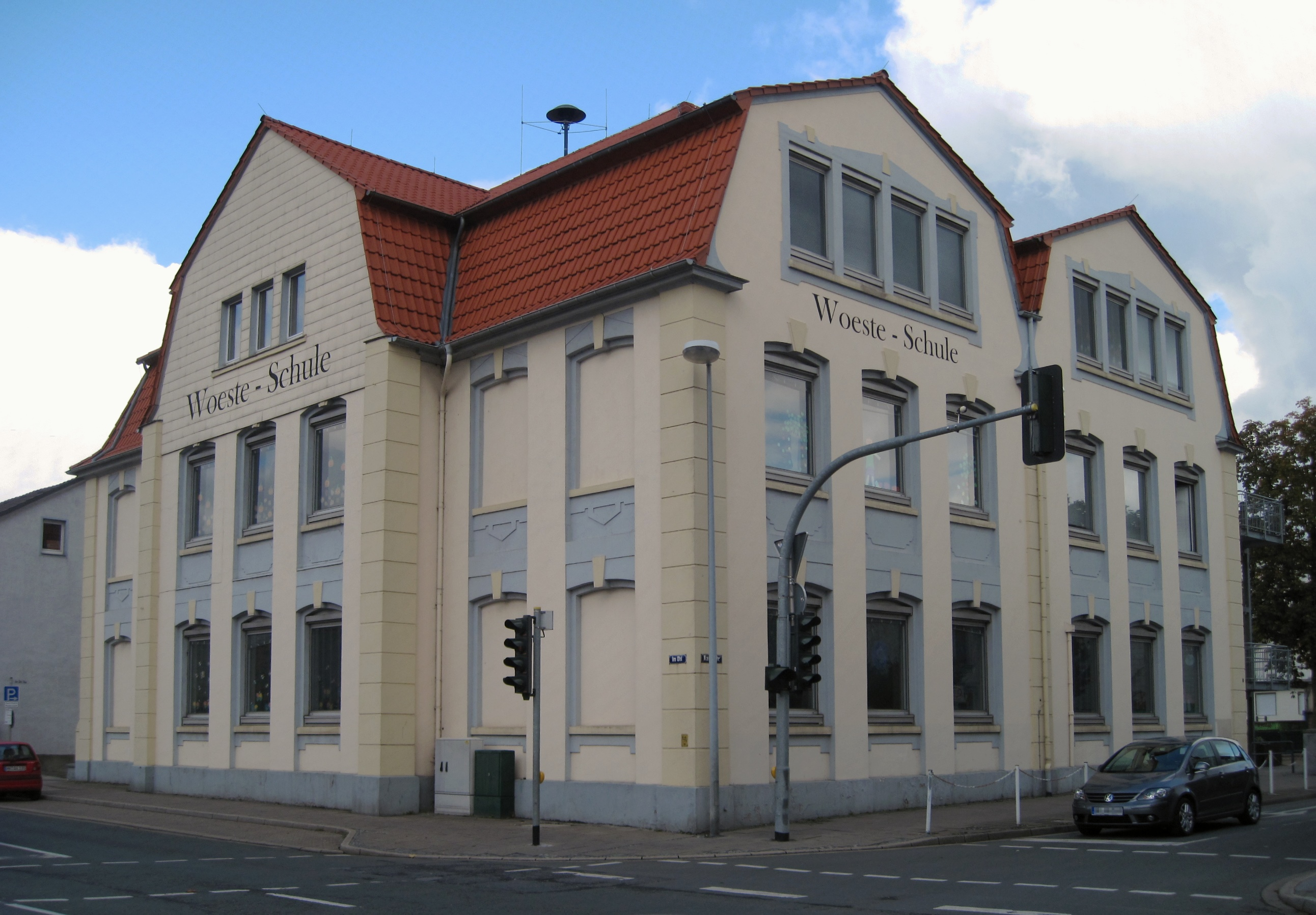
Woesteschule

Die heutige Woesteschule geht auf die Gründung der evangelischen Kirchspielschule in den ersten Jahren des 17. Jahrhunderts zurück. Das Schulgebäude lag in Nachbarschaft zur Vituskirche in Niederhemer und wurde 1668 beim Stadtbrand vollständig zerstört. Der notwendige Neubau wurde 1805 durch ein größeres Gebäude ersetzt. Nachdem die evangelische Kirchengemeinde 1818 die Ebbergkirche eröffnet hatte, zog die Schule 1846 in die Nähe des neuen Gotteshauses. Die abermals vergrößerte Einrichtung trug seitdem den Namen Kleine Ohlschule. 1876 wurde die Große Ohlschule direkt neben dem Vorgängerbau, an ihrem heutigen Standort errichtet. Der damalige Lehrer Theodor Eckmann hatte sich für den Neubau eingesetzt, da zuvor 250 Schüler in drei Räumen unterrichtet werden mussten. Bis 1906 stieg die Schülerzahl auf 685.
Das nach einem Brand teilweise beschädigte Gebäude wurde 1908 erneut erweitert, wodurch es sein heutiges Erscheinungsbild erhielt. Der Name wurde in Evangelische Ostschule geändert, 1937 folgte eine Umbenennung in Hindenburgschule. In den letzten Monaten des Zweiten Weltkriegs wurde der Unterricht unterbrochen und am 24. November 1945 wieder aufgenommen. Der Schulname wurde kurzfristig nach ihrer Lage in Schule Sedanstraße, wenige Monate später in Woesteschule geändert. In der späteren Wulfertschule waren nach dem Zweiten Weltkrieg vier Klassen der Woesteschule untergebracht, die 1970 eigenständig wurden. Bereits 1968 war die Volks- in eine Grundschule umgewandelt worden, seit 2005 mit Offenem Ganztag. Im Schuljahr 2008/2009 besuchten 194 Kinder die Woesteschule, im Schuljahr 2019/2020 164 Kinder.

### Wulfertschule

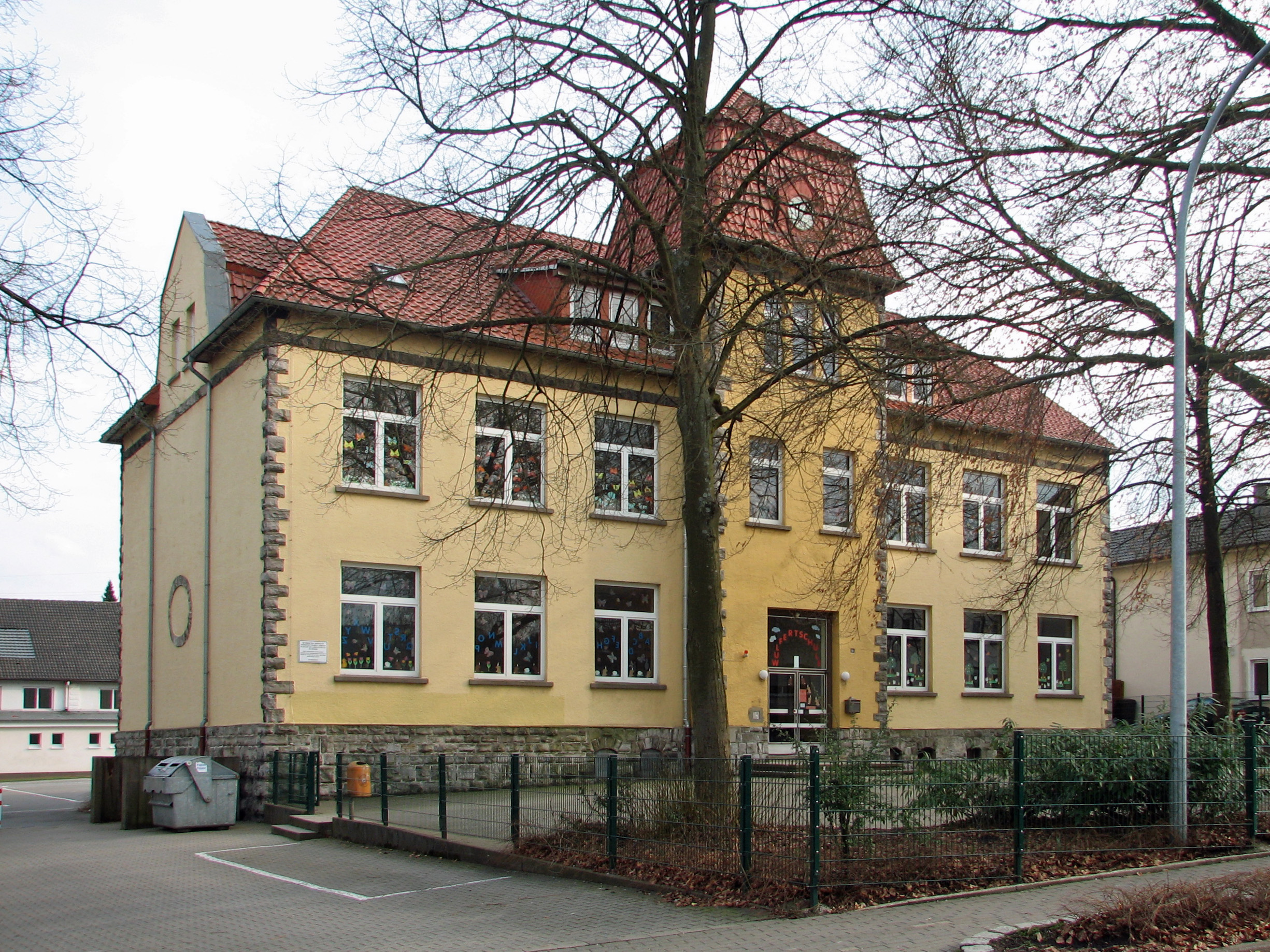
Wulfertschule

Die Wulfertschule entstand 1970 im Zuge der Neuordnung des Schulwesens in Nordrhein-Westfalen. Die Grundschule bezog das Gebäude an der Steinert, in dem zuvor das Gymnasium und einige Klassen weiterer Volksschulen untergebracht waren. Nach der Umwandlung der Volks- in Grund- und Hauptschulen befanden sich an der Steinert vier Klassen der Woesteschule, die 1970 mit 216 Schülern und sieben Lehrern eigenständig wurden. Seit dem November 1970 ist die Schule nach dem früheren evangelischen Pfarrer Friedrich-Wilhelm Wulfert benannt, der als Schulinspektor im 18. Jahrhundert einige Schulbauten zu verantworten hatte.
1971 wurde an der Wulfertschule eine Klasse für die Kinder spanischer Gastarbeiter im Raum Hemer/Menden eingerichtet. Rund 30 Kinder wurden dort bis 1977 nicht nur in deutscher, sondern auch in spanischer Sprache und Landeskunde unterrichtet. Ein Förderverein besteht seit 1981, ein Elternchor seit 1992. 2002 wurden die ersten Schüler an der Wulfertschule eingeschult, die einen Förderbedarf im Bereich Hören und Kommunikation haben. Sie gehen in dieselben Klassen wie die anderen Schüler und erhalten zusätzlich Förderunterricht. 223 Schüler besuchten die Wulfertschule im Schuljahr 2009/2010, im Schuljahr 2019/2020 sind es 187 Schüler.

## Hans-Prinzhorn-Realschule

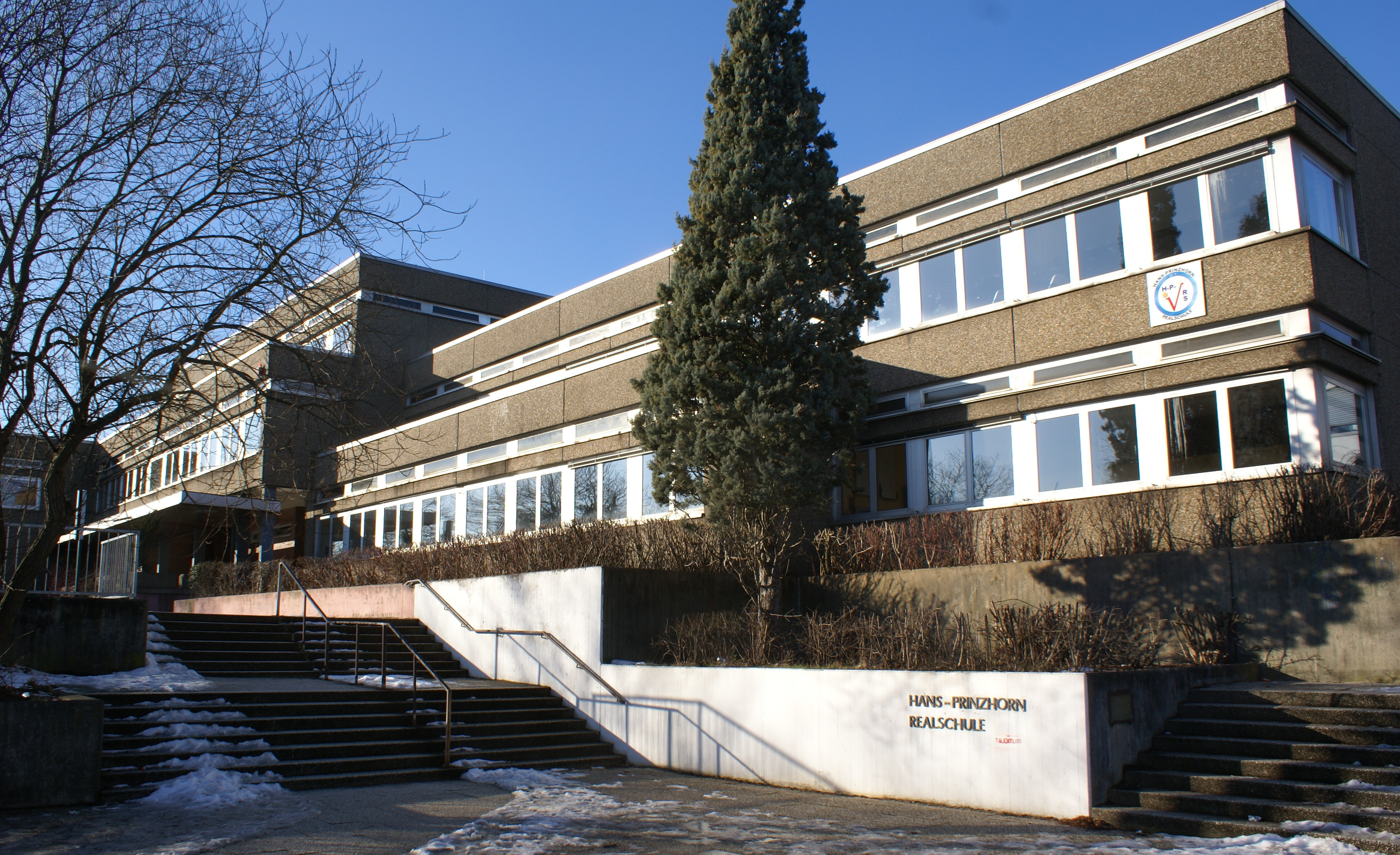
Hans-Prinzhorn-Realschule

Die Hans-Prinzhorn-Realschule wurde im April 1965 in einem Pavillon an der Wulfertschule eröffnet und zog im September 1970 in das Schulgebäude an der Parkstraße. In der Zwischenzeit waren aus Platzgründen einige Klassen in das ehemalige Gebäude der Brabeckschule umgesiedelt worden. Nachdem auch der Anbau aus dem Jahr 1973 zu klein geworden war, bezogen vier Klassen 1979 einen Pavillon. 2008 wurde der Pavillon durch ein neues Vier-Klassen-Haus ersetzt. Seit 2013 hat die Hans-Prinzhorn-Realschule ihren Standort an der Urbecker Straße. Benannt ist die Schule nach dem Hemeraner Psychiater und Kunsthistoriker Hans Prinzhorn.
Seit 2007 gibt es an der Hans-Prinzhorn-Realschule Schuluniformen, die anfangs freiwillig getragen wurden. Neue Jahrgänge sind dazu inzwischen verpflichtet. 2008 wurde eine Musikklasse eingeführt, die seitdem in jedem neuen Jahrgang eingerichtet wird und sich über den normalen Stundenplan hinaus mit Musik beschäftigt. Für die Landesgartenschau Hemer 2010 entwarfen Schüler der Prinzhorn-Realschule eine „Friedenstaube“, die an die Vergangenheit des Geländes als Stammlager VI A erinnern soll. Im Schuljahr 2009/10 lag die Schülerzahl der Prinzhorn-Realschule bei 762, die in 28 Klassen eingeteilt waren. In der Sommerferienzeit 2013 zog die Realschule in die Schulgebäude der ehemaligen Urbecker Hauptschule an der Urbecker Straße. Zurzeit (Schuljahr 2019/2020) besuchen 501 Schüler die Realschule.
Im Januar 2020 wurde der Schule der Titel Schule ohne Rassismus – Schule mit Courage verliehen.

## Friedrich-Leopold-Woeste-Gymnasium

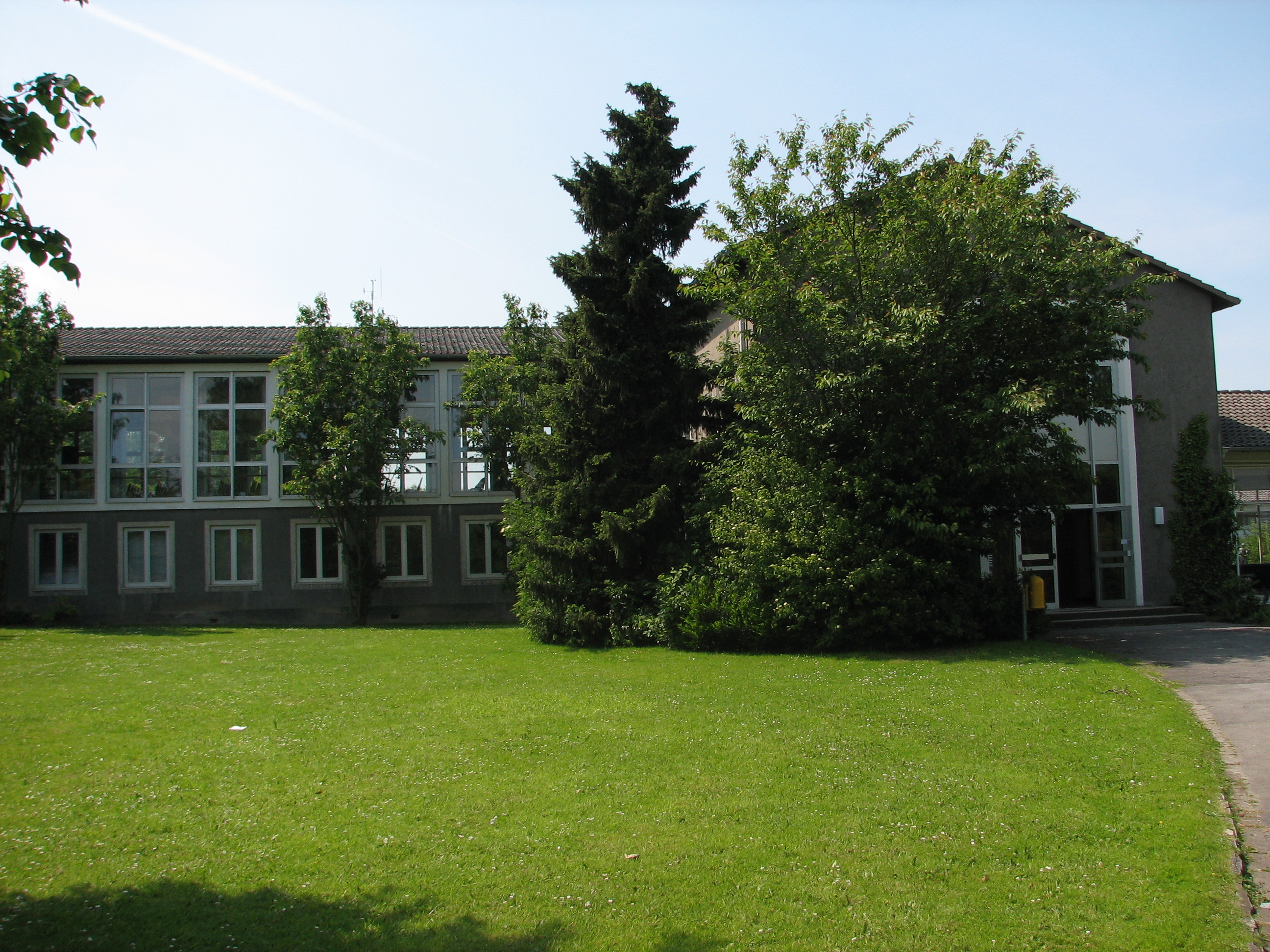
Friedrich-Leopold-Woeste-Gymnasium

Das Friedrich-Leopold-Woeste-Gymnasium ist das einzige Gymnasium der Stadt Hemer. Die Schule geht auf den Sprachwissenschaftler Friedrich Leopold Woeste zurück, der 1829 die erste „Privatschule für höheren Unterricht“ in Hemer gründete. 1883 wurde die Einrichtung in eine Rektoratsschule umgewandelt, die seit dem Ende des 19. Jahrhunderts unter staatlicher Trägerschaft stand. Der zuständige Wissenschaftsminister ernannte die Mittelschule 1925 zur Realschule und 1930 zum Reformrealprogymnasium.
In den letzten Jahren des Zweiten Weltkriegs war die Schule zeitweise geschlossen. Nach Wiedereröffnung legten zwischen 1949 und 1953 die ersten Schüler Abiturprüfungen im neuen Progymnasium ab. Der Ausbau zur Vollanstalt wurde Anfang der 1950er-Jahre noch aus finanziellen Gründen abgelehnt, fünf Jahre später zog die Lehranstalt an ihren heutigen Standort und wurde zum Gymnasium mit vollständiger Oberstufe erweitert. Seitdem trägt es den Namen Friedrich-Leopold-Woeste-Gymnasium. Seit dem Schuljahr 1999/2000 führt die Schule einen englisch-bilingualen Zweig, der 2009 umgestaltet wurde. Im Zuge der G8-Reformen führte das Gymnasium 2010 den Gebundenen Ganztag ein. „Musikklassen“ wurden im Schuljahr 2010/2011 in enger Kooperation mit der Musikschule der Stadt Hemer eingerichtet.
Die Leichtathletikmannschaften des Woeste-Gymnasiums nahmen wiederholt am Bundesfinale des Wettbewerbs „Jugend trainiert für Olympia“ in Berlin teil, zuletzt die Mädchen der Wettkampfklasse III im Herbst 2009. Im Schuljahr 2008/09 besuchten 1010 Schüler das Woeste-Gymnasium. Zurzeit sind es rund 660 Schüler im Schuljahr 2023/2024.

## Europaschule am Friedenspark

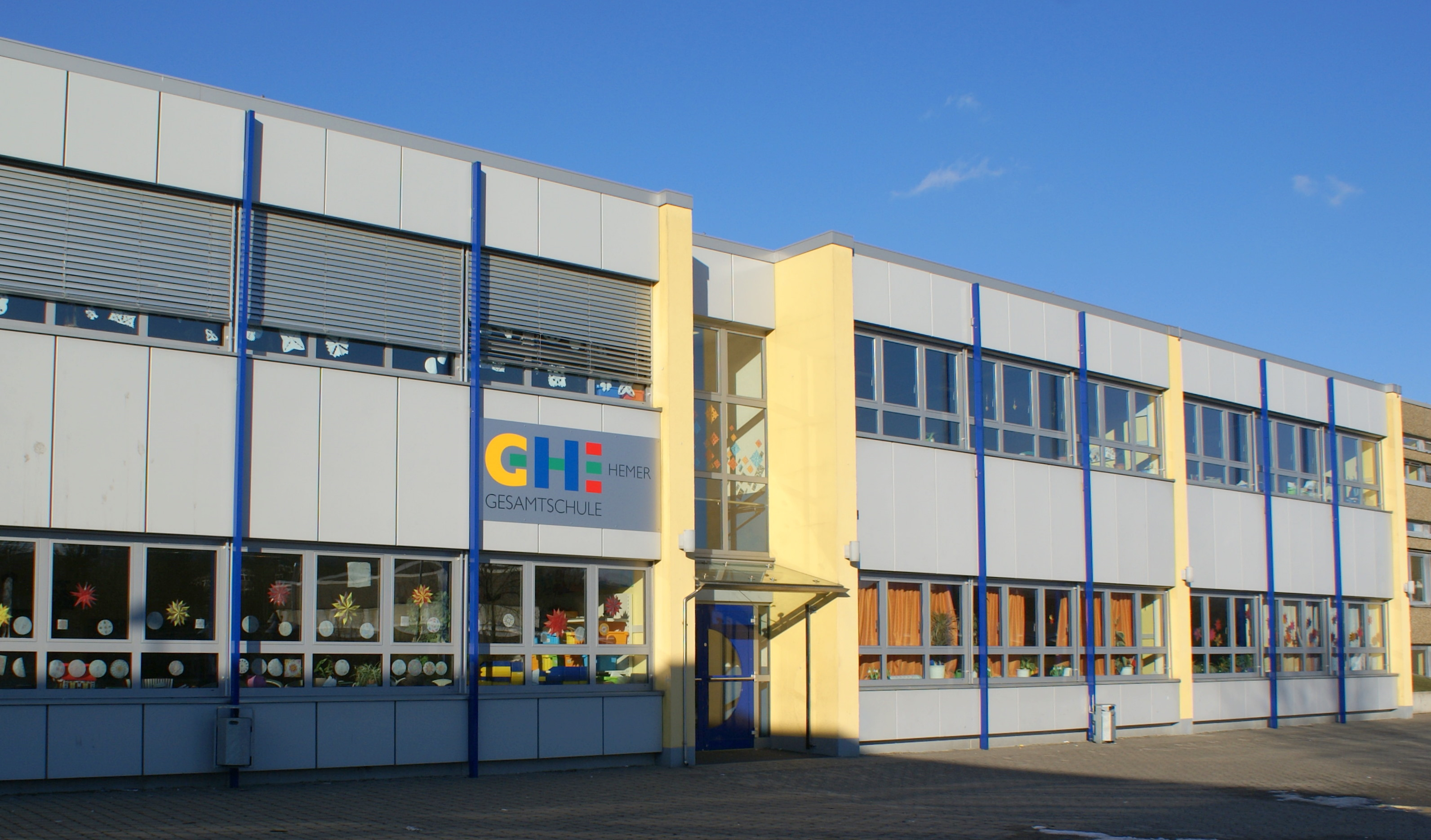
Gesamtschule Hemer

Die Gesamtschule Hemer (heute Europaschule am Friedenspark) eröffnete zum Schuljahresbeginn 2009/10 ihren Unterrichtsbetrieb im Gebäude der Hauptschule Parkstraße. Vorausgegangen war dem eine Elternbefragung im Frühjahr 2008, die den Bedarf der Schulform in Hemer klären sollte. Die Eltern votierten mit deutlicher Mehrheit für die Einrichtung einer Gesamtschule, die Mehrheit im Stadtrat lehnte dies aber weiter ab. Am 30. Oktober stimmte der Rat der Einrichtung einer Gesamtschule schließlich doch zu. Nachdem die Bezirksregierung Arnsberg kurz darauf den Ganztagsbetrieb nicht genehmigte, kam der Rat zu einer Sondersitzung zusammen, in der über die Errichtung einer Halbtagsschule entschieden werden sollte. Dies fand keine Mehrheit. Zeitgleich begannen die Anmeldungen für die neue Schulform, für die sich fast die Hälfte der Viertklässler entschied. Daraufhin kam der Stadtrat ein weiteres Mal zusammen und stimmte der Einrichtung einer Halbtags-Gesamtschule nun zu. Der Regierungspräsident Helmut Diegel hatte den Hemeranern versichert, den Ausbau zur Ganztagsschule voranzutreiben. Die Genehmigung der Bezirksregierung erreichte die Stadt Ende Januar 2009.
Der Förderverein der Gesamtschule erhielt im November 2009 für seinen Einsatz den Initiativpreis der Heinrich-Böll-Stiftung. Mitte 2017 erhielt die Gesamtschule Hemer den Titel Schule ohne Rassismus – Schule mit Courage. Pate der Schule ist der Eishockeyverein Iserlohn Roosters. Im Jahr 2018 wurde der Gesamtschule die Auszeichnung Europaschule verliehen. Seit dem 1. Juni 2019 trägt sie den Namen „Europaschule am Friedenspark, Gesamtschule der Stadt Hemer, Sekundarstufe I und II“. Im Schuljahr 2019/2020 werden an der Gesamtschule 997 Schüler unterrichtet.

## Förderschulen

### Felsenmeerschule
Die Felsenmeerschule, eine Förderschule des Landschaftsverbands Westfalen-Lippe mit Förderschwerpunkt „Körperliche und motorische Entwicklung“, liegt seit der Errichtung 1983 in Nachbarschaft zum Schulzentrum Parkstraße. An der Felsenmeerschule wurden im Schuljahr 2009/2010 257 Schüler unterrichtet. Im Jahr 2019/2020 ist die Schülerzahl auf 243 gesunken.

### Regenbogenschule

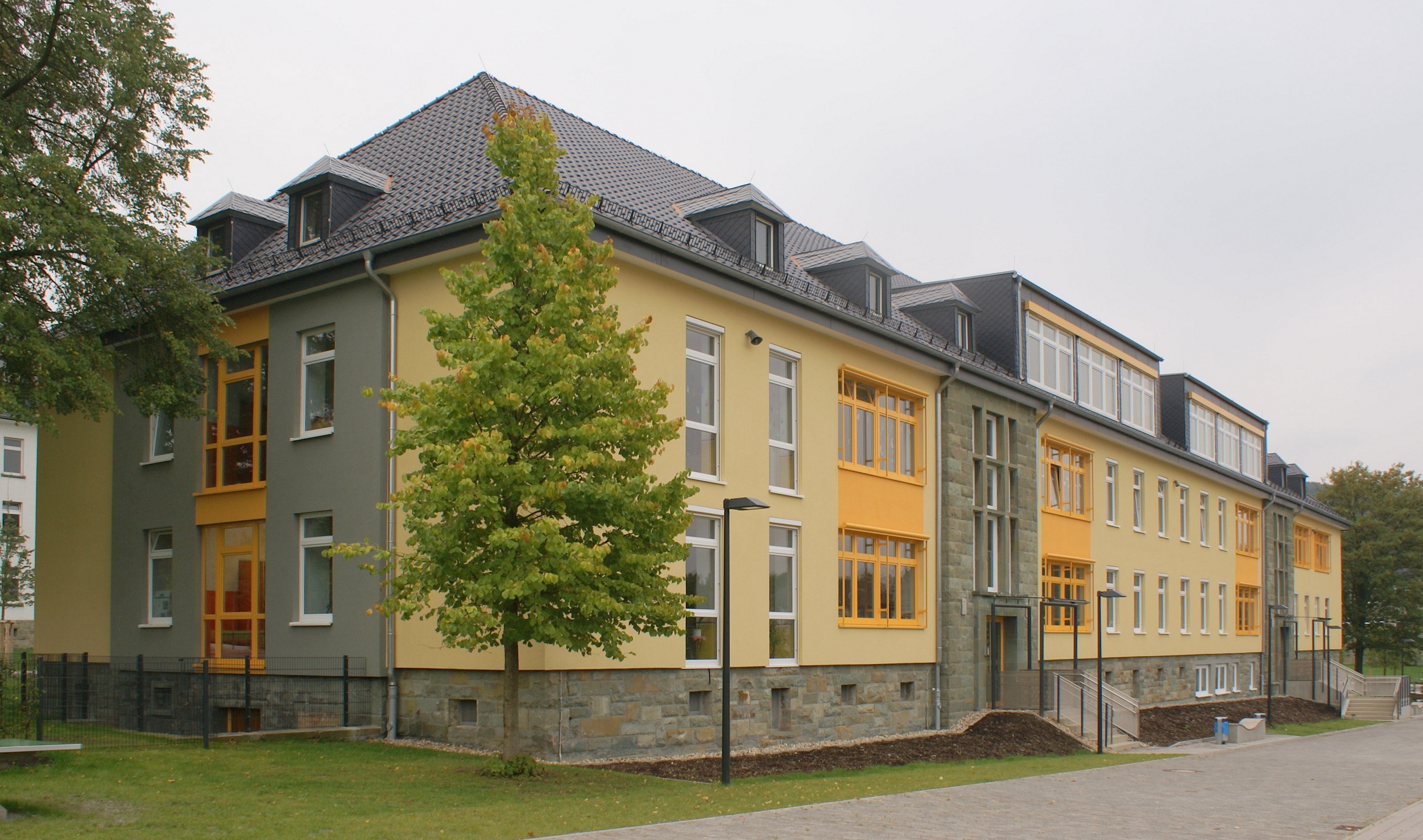
Regenbogenschule

Die Regenbogenschule ist eine Förderschule des Märkischen Kreises mit Förderschwerpunkt „Sprache“. Die zwischen 1985 und 2009 in Menden ansässige Einrichtung zog nach den Osterferien 2009 in ein Gebäude der ehemaligen Blücher-Kaserne, das für über drei Millionen Euro umgebaut worden war. Am 10. Juni 2010 wurde die Schule vorläufig geschlossen, da in vier Klassenräumen erhöhte Schadstoffwerte gemessen wurden. In der Einrichtung der Primarstufe wurden im Schuljahr 2009/2010 135 Schüler unterrichtet, im Schuljahr 2019/2020 hat sich die Schülerzahl auf 171 erhöht.

### Wilhelm-Busch-Schule
Die Wilhelm-Busch-Schule des Märkischen Kreises mit Förderschwerpunkt „Emotionale und soziale Entwicklung“ befindet sich seit 2000 im Ortsteil Westig. Im Premierenschuljahr 2000/01 besuchten 40 Schüler die Einrichtung. In den folgenden Jahren stieg diese Zahl auf 100, so dass 2008 ein Anbau mit neuen Klassenräumen errichtet wurde. Seit 2002 gibt es einen Förderverein, der bislang unter anderem einen neuen Bus finanzierte. 2007 wurde der Offene Ganztag an der Wilhelm-Busch-Schule eingerichtet, die Schülerzahl lag 2008/09 bei 92. Im Schuljahr 2019/2020 hat sich die Schülerzahl auf 121 erhöht.

## Weitere Bildungseinrichtungen
Die Stadt Hagen gründete 1982 das Rahel-Varnhagen-Kolleg, um Erwachsenen zu ermöglichen, ihren Schulabschluss nachzuholen. 1988 eröffnete die Zweigstelle des Kollegs im Hemeraner Woeste-Gymnasium. In Form eines Abendgymnasiums können die Schüler die Fachhochschulreife und die Allgemeine Hochschulreife erwerben. Voraussetzung ist eine abgeschlossene Berufsausbildung oder eine mindestens drei Jahre währende berufliche Tätigkeit. Der Unterricht ist kostenfrei.

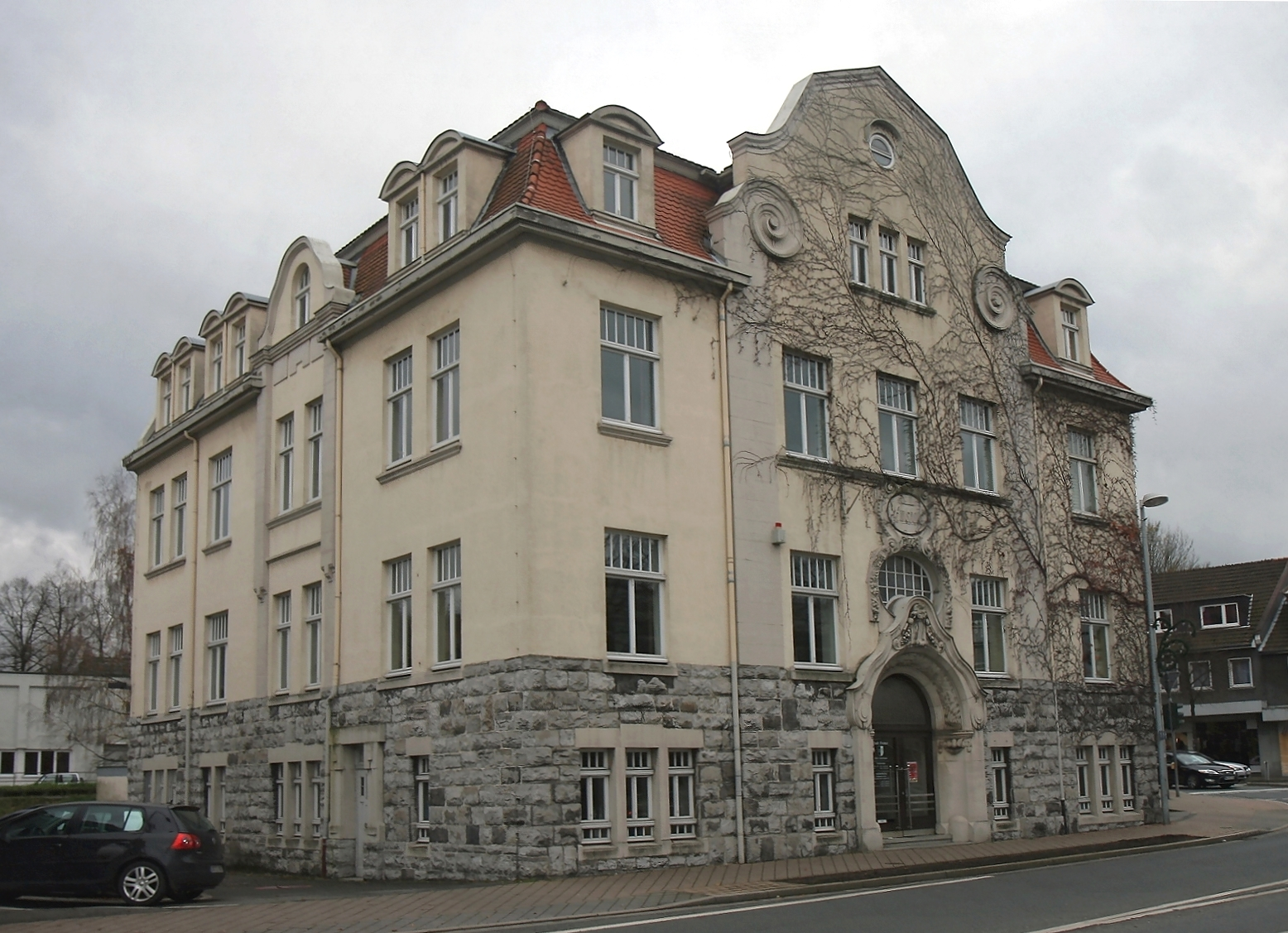
Sitz der Musikschule: Das Alte Amtshaus

Die Musikschule der Stadt Hemer besteht seit 1976, als der Unterricht in einem Pavillon an der Wulfertschule aufgenommen wurde. Zwei Jahre später zog die Schule in das bis heute genutzte Alte Amtshaus. Für rund 800 Schüler standen 2009 25 Lehrer für verschiedene Instrumente und Gesang zur Verfügung. Die städtische Einrichtung wird von einem Förderverein unterstützt, der sich aus Mitgliedsbeiträgen und Konzerteinnahmen finanziert.
Die Stadt Hemer gründete im Februar 1948 einen „Volkshochschulausschuß“ zur Gründung einer eigenen VHS. Im Frühjahr konnte diese unter der Leitung von Rudolf Deidert, der zugleich Schulleiter des Gymnasiums war, ihre Arbeit aufnehmen. Im ersten Semester wurden 21 Kurse und Seminare durchgeführt. Nach der Währungsreform 1948 kam das Hemeraner Volkshochschulwesen fast zum Erliegen, wurde in den frühen 1950er-Jahren jedoch wieder aufgebaut. Um ein breiteres Themenspektrum anbieten zu können, schlossen sich die Städte Hemer, Menden und Balve 1975 zur Gründung eines Zweckverbands zusammen. Die Volkshochschule Menden-Hemer-Balve verfügt heute über zahlreiche Seminarräume in einem Gebäude des Sauerlandparks. Außerdem finden in den Räumen des Gymnasiums, des Schulzentrums Parkstraße, der Märkischen Schule, der Pestalozzischule und der Grundschule Deilinghofen sowie im Hademarebad und im Jugend- und Kulturzentrum VHS-Veranstaltungen statt.

## Ehemalige Schulen

### Evangelische Volksschule Landhausen
An der evangelischen Volksschule in Landhausen wurde 1880 der Unterricht aufgenommen. Ein erster Antrag von 1876 war vom Landrat noch abgelehnt worden, die Bezirksregierung Arnsberg genehmigte den Bau drei Jahre später. Entgegen der Arnsberger Pläne, eine Kommunalschule für alle Landhauser Schulkinder aufzubauen, setzte der Gemeindevorsteher die Einrichtung einer evangelischen Schule durch. Als einklassige Volksschule bestand die Einrichtung bis 1941, ehe sie während des Krieges vollständig geschlossen war. Zwischen 1936 und 1941 war sie nach dem Dichter Theodor Körner benannt. Nach dem Krieg eröffnete die Schule wieder und wurde erneut als evangelische Volksschule mit nur einer Klasse geführt. 1968 wurde die Volksschule in eine Gemeinschaftsgrundschule mit zwei Klassen umgewandelt, die älteren Schüler wechselten auf die Hauptschule in Hemer. Mit dem Umzug der Brabeckschule in ein größeres Gebäude 1977 wurde die Grundschule Landhausen geschlossen, das Gebäude dient der hiesigen Löschgruppe der Freiwilligen Feuerwehr heute als Feuerwehrhaus.

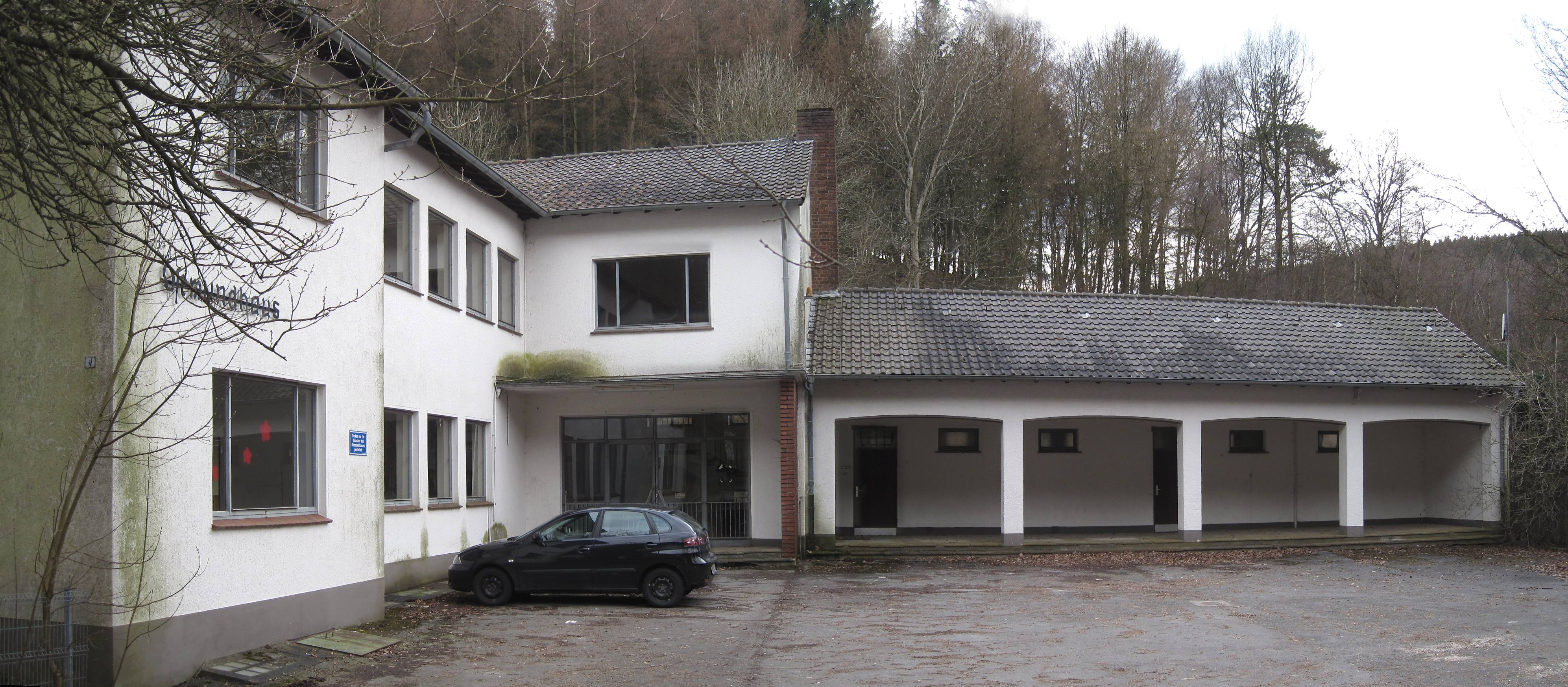
Gebäude der ehemaligen Osemundschule. Grundsteinlegung 1955, Einweihung als Volksschule am 1. April 1957.

### Volksschule Bredenbruch
Im Hemeraner Ortsteil Bredenbruch gab es bis 1971 eine Volksschule, die im Oktober 1878 eröffnet worden war. Das erste Gebäude in Johannistal erhielt im Oktober 1938 auf Bitte des Ihmerter Bürgermeisters den Namen Schlageter-Schule. Während des Zweiten Weltkriegs blieb die Einrichtung für insgesamt rund fünf Jahre geschlossen, bevor der Unterricht am 19. Januar 1945 wieder aufgenommen wurde. Zwischen der Kapitulation des Deutschen Reiches und dem Herbst 1945 war die Einrichtung dann abermals geschlossen. 1957 wurde das Schulgebäude in Johannistal von der Osemund-Schule an der heutigen Frönsberger Straße abgelöst, die Platz für vier Klassen bot. Die als Gemeinschaftsschule geführte Einrichtung wurde 1971 aufgelöst. Das Gebäude diente danach erst als Zweigstelle der Hauptschule I, später als Dorfgemeinschaftshaus.

### Evangelische Schule Frönsberg

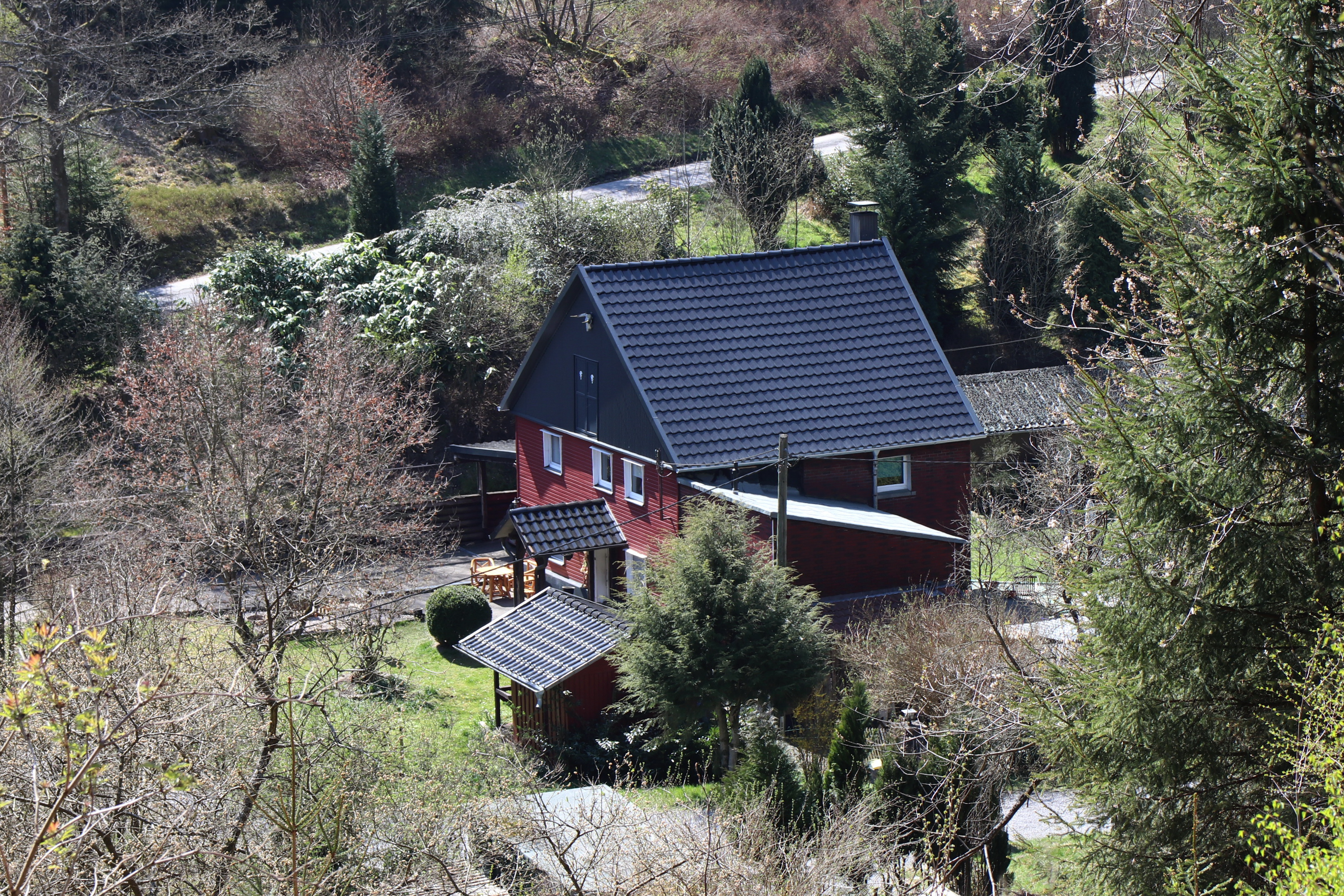
Erstes Gebäude der ehemaligen Schule in Ispei (2020)

Die evangelische Schule Frönsberg wurde 1823 in Ispei aufgebaut, damit die Kinder aus dem Stephanopeler Tal nicht mehr den langen Weg nach Ihmert, Evingsen oder Sundwig aufnehmen mussten. Prägender Lehrer der Frönsberger Schule war Johann Diedrich Lübert, der seinen Dienst 1832 aufnahm und bis 1875 dort arbeitete. Im gleichen Jahr wurde als Reaktion auf steigende Schülerzahlen ein Neubau in Betrieb genommen. Während zu Gründungszeiten etwa 30 Schüler Unterricht nahmen, war die Zahl bis in die 1870er-Jahre auf 60 gestiegen. Die Zeit zwischen 1890 und 1920 war von vielen Lehrerwechseln geprägt, zwei Lehrer wurden wegen des Verdachts auf sittliche Verfehlungen abgezogen. Die Schülerzahl erreichte 1897 mit 91 Kindern einen neuen Höchstwert, der auch in den folgenden Jahrzehnten nicht mehr erreicht wurde. 1966 wurden 48 Schüler in Ispei unterrichtet, zwei Jahre später beendete die Einrichtung ihren Betrieb.

### Volksschule Brockhausen

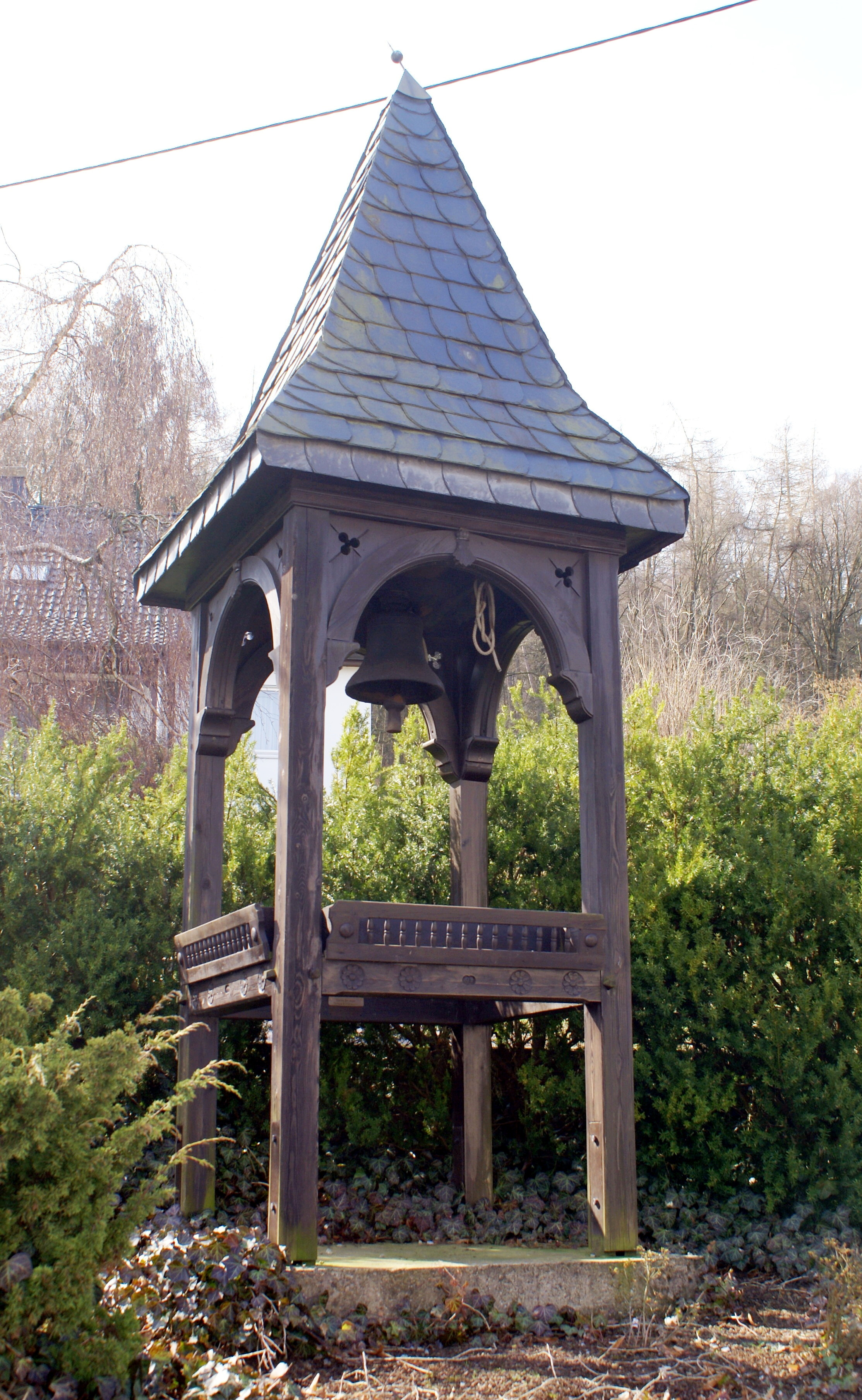
Ehemalige Brockhauser Schulglocke am Kriegsmahnmal.

Die Volksschule Brockhausen wurde 1890 anstelle eines Anbaus an die Deilinghofer Schule errichtet. Schüler aus Brockhausen, Riemke, Klusenstein und Hönnetal wurden dort in der neuen Einrichtung unterrichtet. Der Höchststand der Schülerzahl wurde acht Jahre später mit 98 Kindern erreicht. 1964 wurde ein neues Lehrerhaus errichtet, wodurch die bisherige Lehrerwohnung für schulische Zwecke nutzbar wurde. Die stets als einklassige Volksschule geführte Einrichtung wurde mit der NRW-Schulreform 1968 aufgelöst und Brockhausen dem Schulbezirk Deilinghofen angegliedert. Das Schulgebäude wurde in den frühen 1990er-Jahren abgerissen, die Glocke hängt am Brockhauser Ehrenmal.

### Hauptschule Urbecker Straße

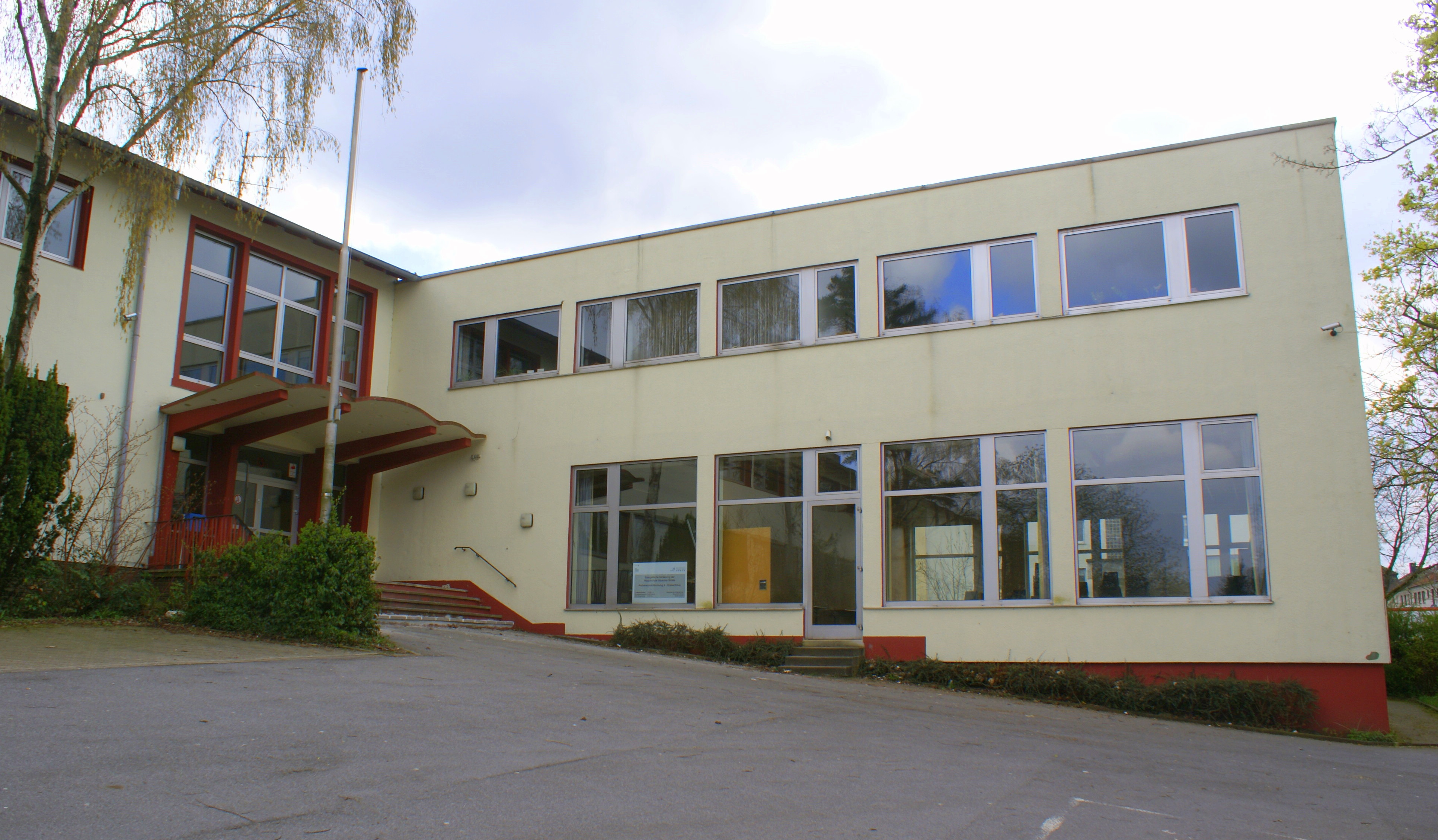
Haupteingang und Aula der Hauptschule Urbecker Straße (2010)

Zum Schuljahr 1968/69 eröffnete die Hauptschule I der Stadt Hemer an der Urbecker Straße ihren Unterrichtsbetrieb. Filialen gab es in Ihmert, Bredenbruch und Sundwig. 1976 besuchten über 800 Schüler die Einrichtung in Urbecke, an der gesamten Schule wurden über 1000 Jugendliche unterricht. Damit war die Hauptschule I der Stadt Hemer in dieser Zeit die größte Nordrhein-Westfalens.
Die Hauptschule geht auf die Christliche Gemeinschaftsschule Hemer zurück, die nach dem Zweiten Weltkrieg als einzige Gemeinschaftsschule des Amtes Hemer gegründet wurde. Die Einrichtung war in den früheren Räumlichkeiten der belgischen Schule im Ohl untergebracht und kooperierte wegen Lehrer- und Raummangels mit der benachbarten evangelischen Woesteschule. Die anfänglichen Vorurteile der Bevölkerung gegen dieses Schulmodell, in dem Schüler aller Konfessionen gemeinsam unterrichtet wurden, wandelte sich in den 1950er-Jahren, wodurch auch die Schülerzahlen der Christlichen Gemeinschaftsschule stiegen. Nach dem Abzug der belgischen Truppen aus Hemer bezog die Schule den Schulneubau der Besatzungsmacht an der Urbecker Straße. Die Schülerzahl war von anfangs 70 auf 484 Schüler im Jahr 1960 angestiegen. Ein erster Ausbau der Räumlichkeiten begann im Mai 1962 und konnte im Sommer 1964 eingeweiht werden, eine zweite Erweiterung wurde 1969 fertig gestellt. Schon ein Jahr zuvor waren die ersten vier Jahrgänge der Gemeinschaftsschule auf die neu gegründeten Grundschulen aufgeteilt, die Jahrgänge fünf bis acht verblieben am Standort in der Urbecke und bildeten die Hauptschule I der Stadt Hemer.
1972/1973 stiegen durch Schließung von zwei kleinen Hauptschulen in den Ortsteilen Deilinghofen und Ihmert und der Neuordnung der Schuleinzugsgebiete die Schülerzahlen stark an. Drei Jahre später konnte die Urbecker Schule die hohe Zahl an Schülern nicht mehr aufnehmen und die bereits geschlossene Osemundschule und die Volksschule Bredenbruch wurden wieder für Unterrichtszwecke als Zweigstellen der Urbecker Schule (Hauptschule I) eingerichtet. Im Schuljahr 1977/1978 zählte die Schule über 1.000 Schüler. Mittlerweile gab es eine weitere Außenstelle in Sundwig. In den Jahren 1981 bis 1983 entstanden Erweiterungsbauten an der Urbecker Straße. Aufgrund sinkender Schülerzahlen wurde 1985 die Außenstelle Sundwig wieder aufgegeben. Mit Schuljahresbeginn 1989/1990 wurde die Hauptschule I Ganztagsschule. In den Folgejahren stieg die Schülerzahl wieder an, sodass 2001 erneut ein Klassentrakt an der Urbecker Straße angebaut werden musste. Seit 2011 wird an der Urbecker Schule integrativ unterrichtet. 2011 fusionierten die Hauptschule I (Urbecker Schule) und die Hauptschule II (Hauptschule Parkstraße) mit Standort an der Urbecker Straße. Die nunmehr einzige Hauptschule in Hemer wurde umbenannt in Märkische Schule Hemer mit dem gesetzlich vorgeschriebenen Zusatz Gemeinschaftshauptschule der Stadt Hemer. 2012 beschloss der Rat der Stadt Hemer die sukzessive Schließung der Märkischen Schule Hemer und einen Tausch der Schulgebäude mit der Hans-Prinzhorn-Realschule (Parkstraße). Ab dem Schuljahr 2013/2014 wurden keine Schüler mehr in Klasse 5 aufgenommen. Im Juni 2018 wurde der letzte Jahrgang der Märkischen Schule verabschiedet.

### Hauptschule Parkstraße

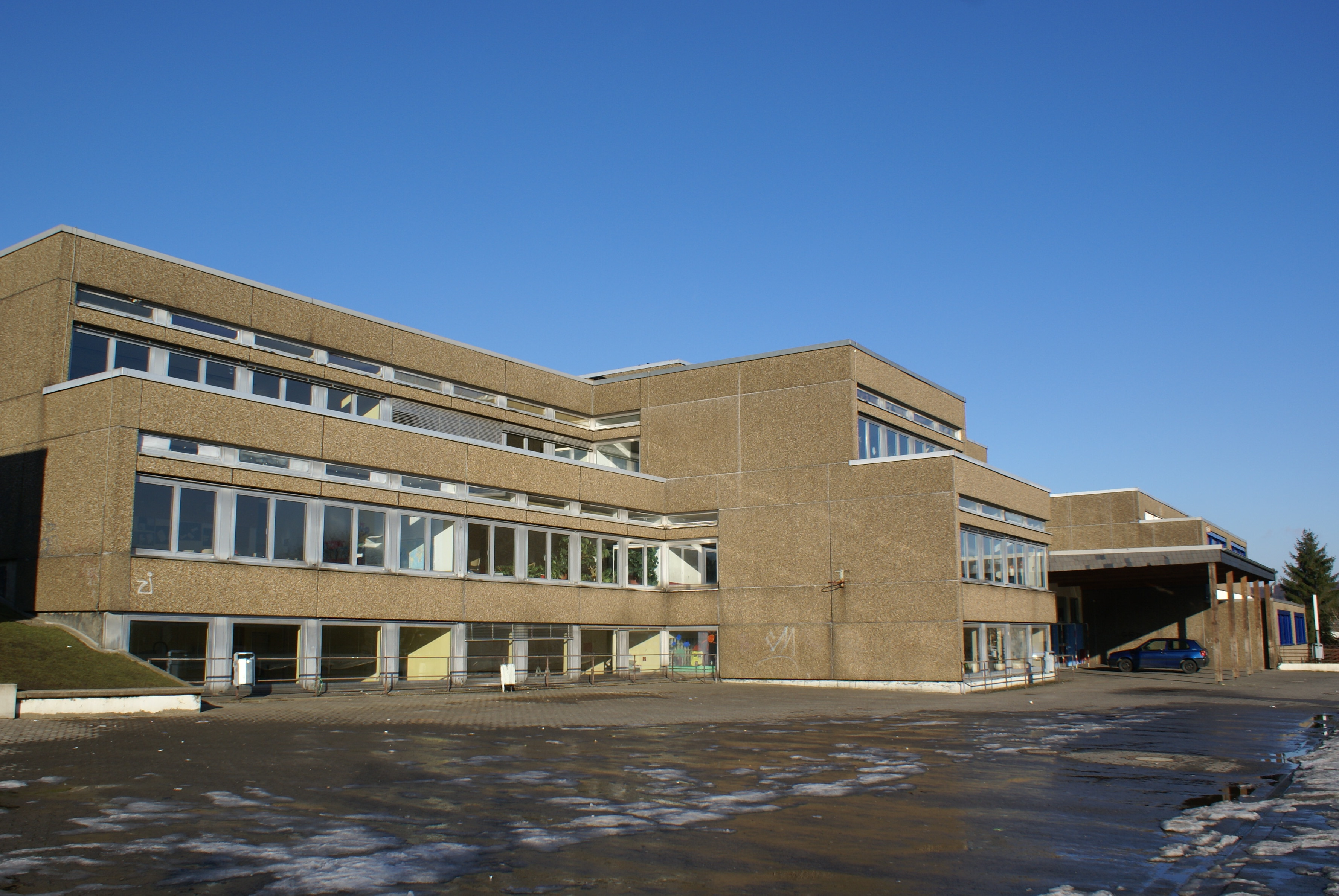
Hauptschule Parkstraße (2010)

Die Hauptschule II (Parkstraße) wurde 1972 gegründet und bezog mit über 600 Schülern das neu errichtete Schulzentrum an der Parkstraße. Ursprünglich war die katholische Volksschule für das Gebäude vorgesehen, nach der Reform des Schulwesens in Nordrhein-Westfalen bezog jedoch die Hauptschule den Neubau, die Brabeckschule blieb an ihrem Standort in Niederhemer. Im Herbst 2002 wurde das Gebäude um zehn Klassenräume erweitert, um das bis dahin bestehende Raumproblem zu entschärfen. Um eine Gesamtschule in den Räumen der bisherigen Räumen der Hauptschule einzurichten, trat die HS Parkstraße den Anbau zum Schuljahresbeginn 2009/10 wieder ab und nahm keine neuen Fünftklässler mehr auf. Der Rat der Stadt Hemer beschloss eine Auflösung der Hauptschule bis 2012, die übrigen Klassen wechseln dann in die Hauptschule Urbecker Straße.
Die Schülerzahl lag 2009/2010 bei 266. Schüler wurden ab dem Schuljahr 2009/2010 nicht mehr aufgenommen. Mit Ablauf des Schuljahres 2011/2012 wurde die Hauptschule zum 31. Juli 2012 aufgelöst. Die zu diesem Zeitpunkt noch vorhandenen Klassen wechselten zur Hauptschule Urbecker Straße.

### Pestalozzischule
Die frühere Pestalozzischule der Stadt Hemer mit Förderschwerpunkt „Lernen“ war zuletzt Teilstandort der Iserlohner Brabeckschule. Sie wurde im Schuljahr 2018/19 noch von 80 Schülern besucht, die von 15 Lehrern unterrichtet wurden. Das Schulgebäude wurde im Dezember 1965 eingeweiht. Im Juli 2019 wurde die Schule geschlossen.

### Internationale Schule
Anfang der 1950er-Jahre nahm eine kanadische Senior-School in Sundwig den Unterricht auf. Schüler waren hauptsächlich die Kinder der kanadischen Militärangehörigen, die in Deilinghofen stationiert waren. Nach dem Abzug der Kanadier und der Stationierung englischer Truppen wurde die Einrichtung eine englische Primary School. Auch US-amerikanische Schüler wurden in Sundwig unterricht. Die Schule war zeitweise die kleinste amerikanische Schule in Deutschland. Nach dem Abzug der letzten britischen Truppen in den 1990er-Jahren verlegte die Stadt Hemer die Freiherr-vom-Stein-Schule in den frei gewordenen Gebäude-Komplex.

### Ehemalige Schulen im früheren Amt Hemer
In Evingsen wurden die Kinder seit dem Anfang des 18. Jahrhunderts in einer evangelischen Volksschule unterrichtet, das katholische Pendant eröffnete 1928. Schüler aus der Gemeinde Kesbern besuchten zwischen 1838 und 1968 die evangelische Volksschule Dahlsen sowie zwischen 1912 und 1939 die Schule in Attern. Der heutige Iserlohner Ortsteil Griesenbrauck gehörte seit dem 19. Jahrhundert zu verschiedenen Schulbezirken. Eine eigene Schule bestand zwischen 1903 und 1961. Schüler aus Calle teilten sich viele Jahre lang auf die Volksschulen der umliegenden Gemeinden auf, ehe 1909 die katholische und evangelische Volksschule Wermingsen eröffnet wurde. Seit 1929 liegt diese Schule auf Iserlohner Stadtgebiet. Ab 1805 bestand die evangelische Volksschule Lössel, ab 1910 die Einrichtung in Roden, die beide bis 1920 Teile des Amtes Hemer blieben.